# Getto warszawskie

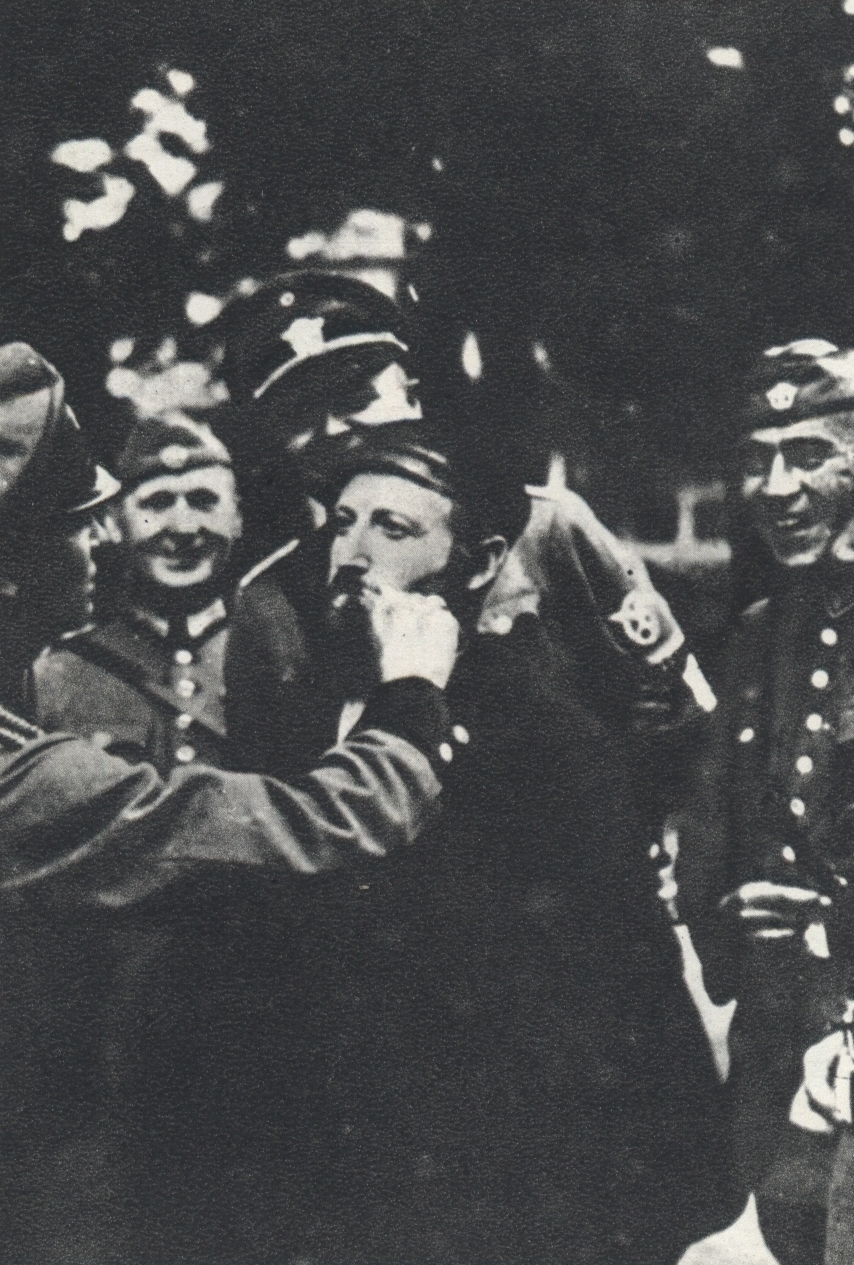
Pierwsze szykany wobec warszawskich Żydów. Jesień 1939

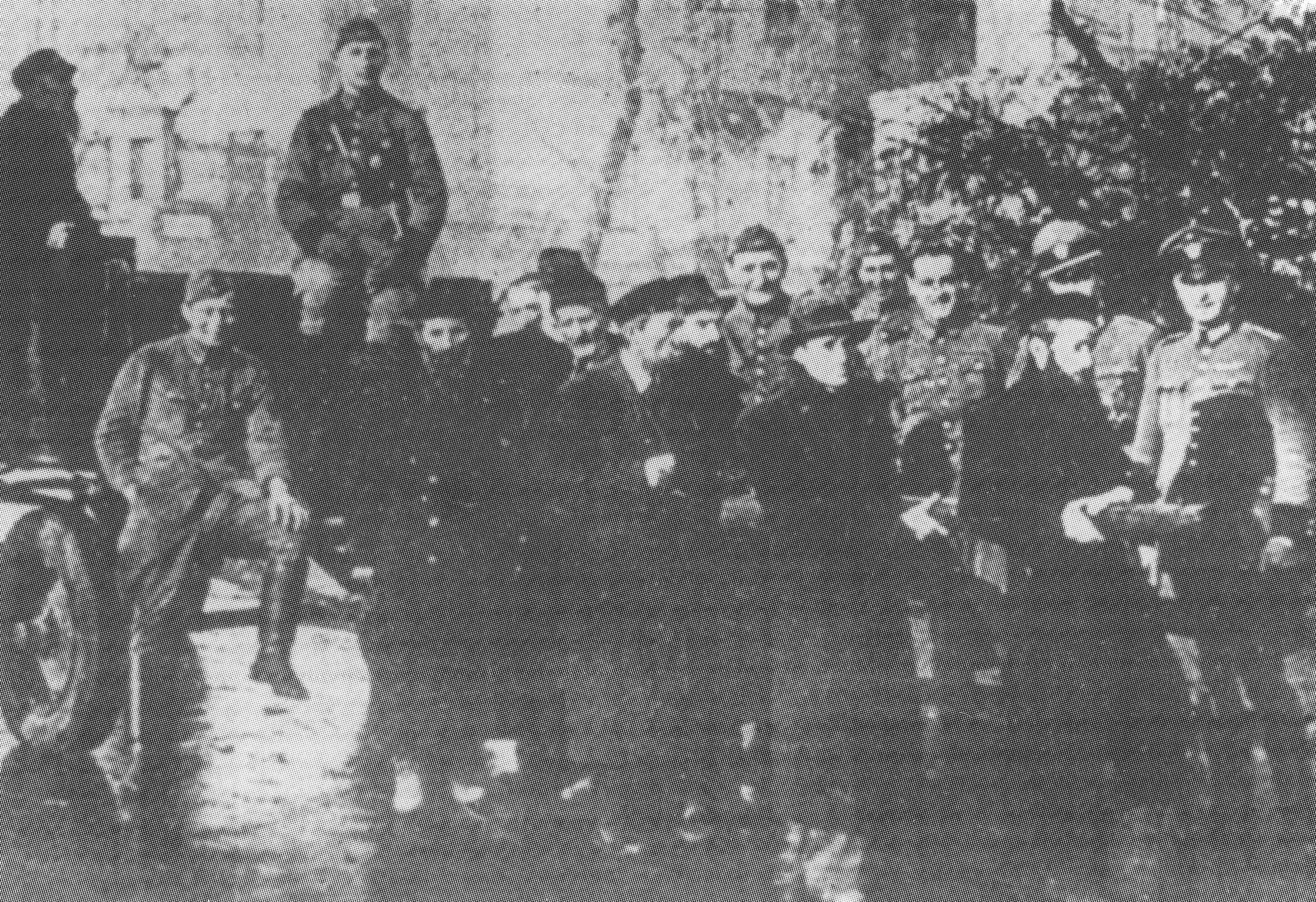
Niemieccy żołnierze pozujący do zdjęcia z Żydami zaprzężonymi do wozu

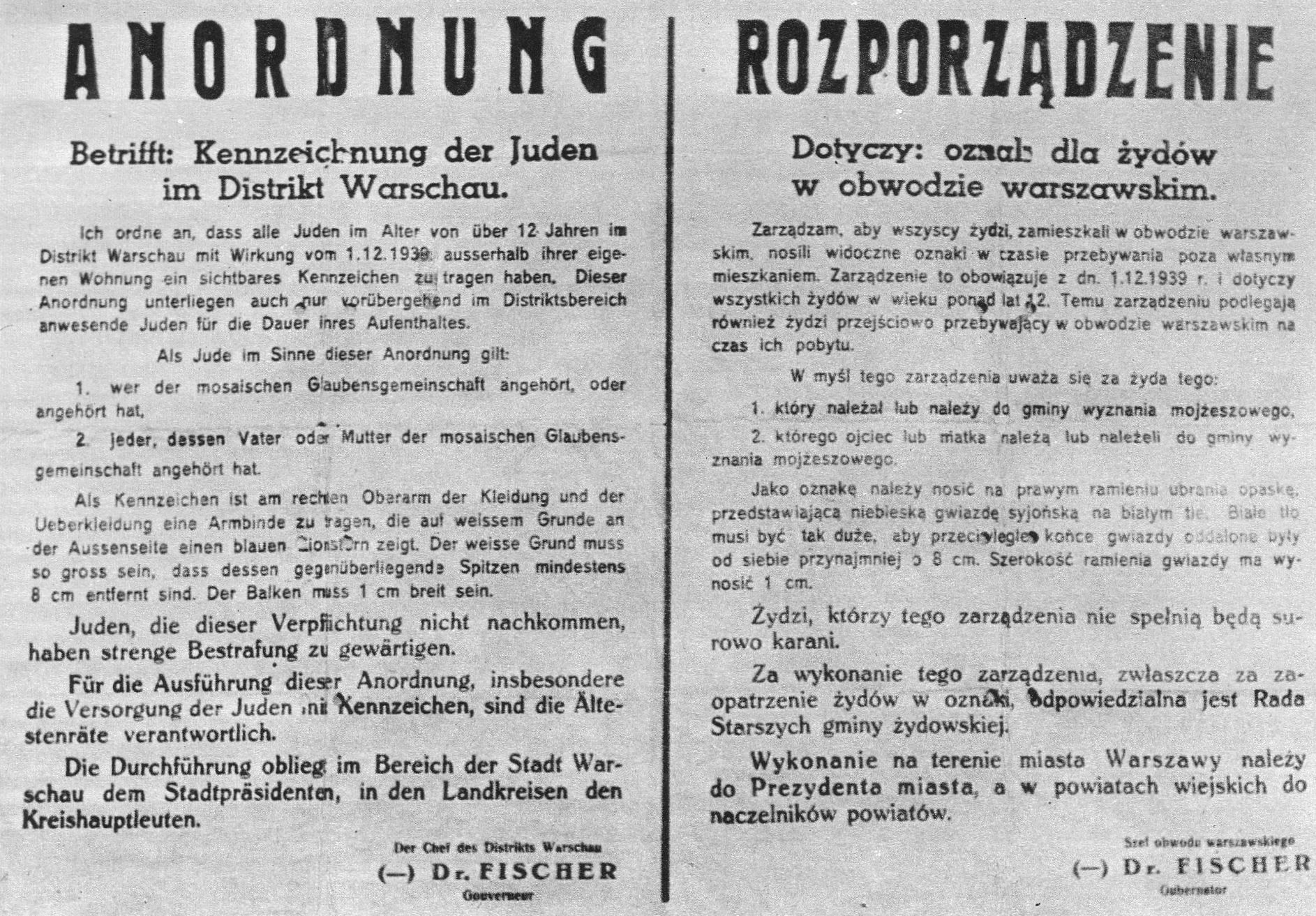
Plakat z rozporządzeniem gubernatora dystryktu warszawskiego Ludwiga Fischera z 24 listopada 1939 o wprowadzeniu znakowania Żydów

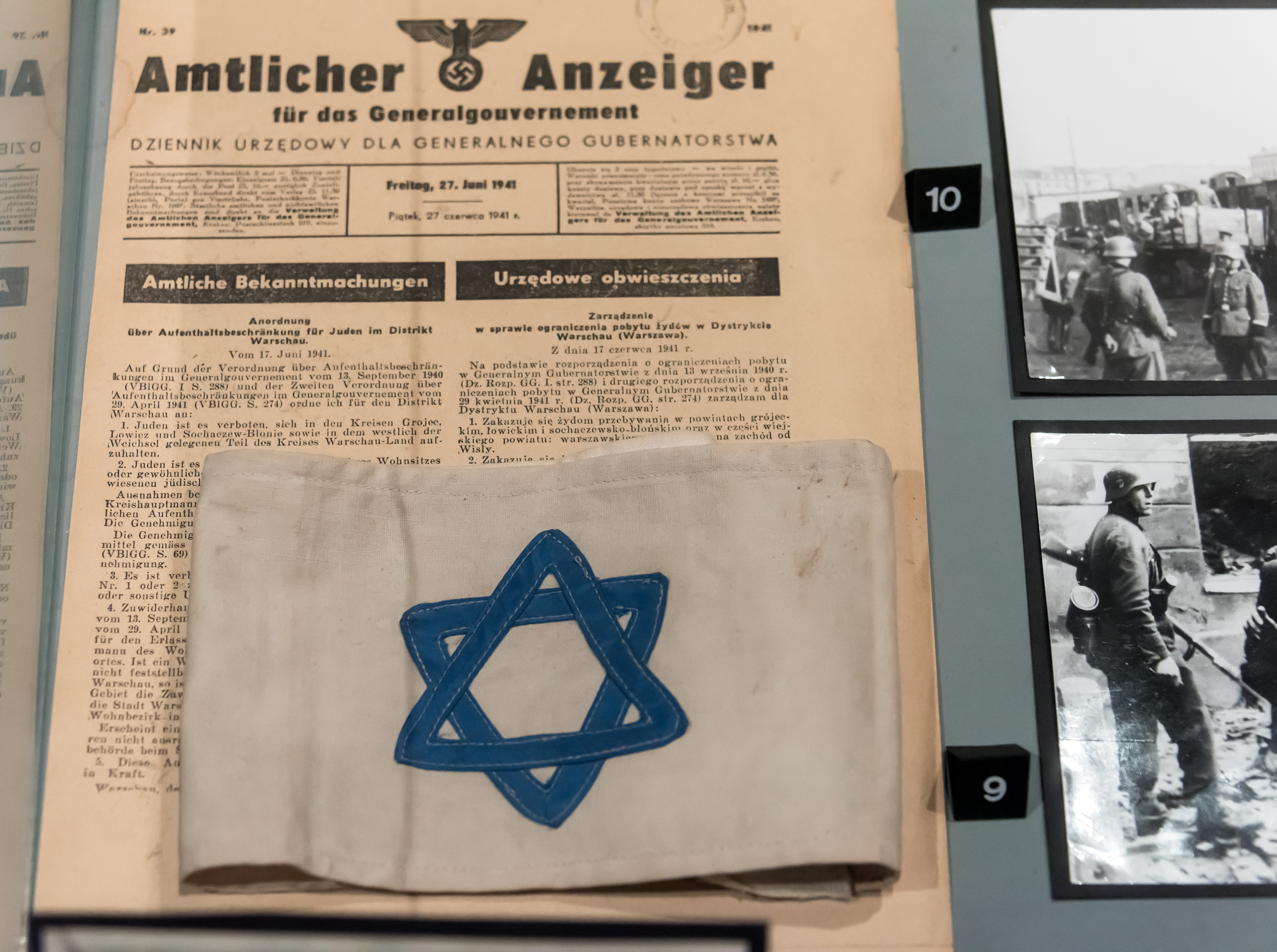
Opaska noszona przez Żydów w Warszawie na wystawie w Muzeum Więzienia Pawiak

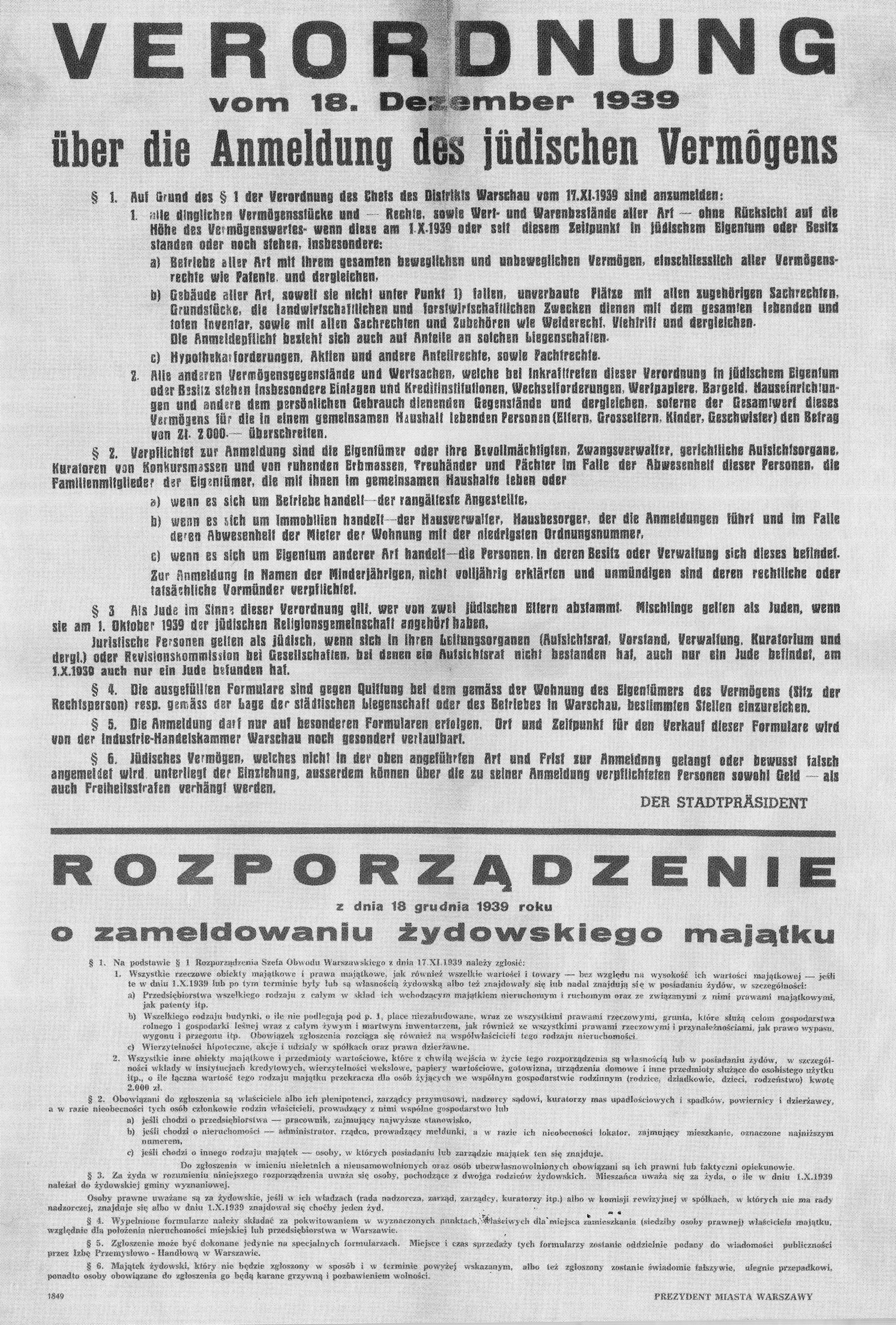
Rozporządzenie z 18 grudnia 1939 nakazujące Żydom rejestrację posiadanego majątku

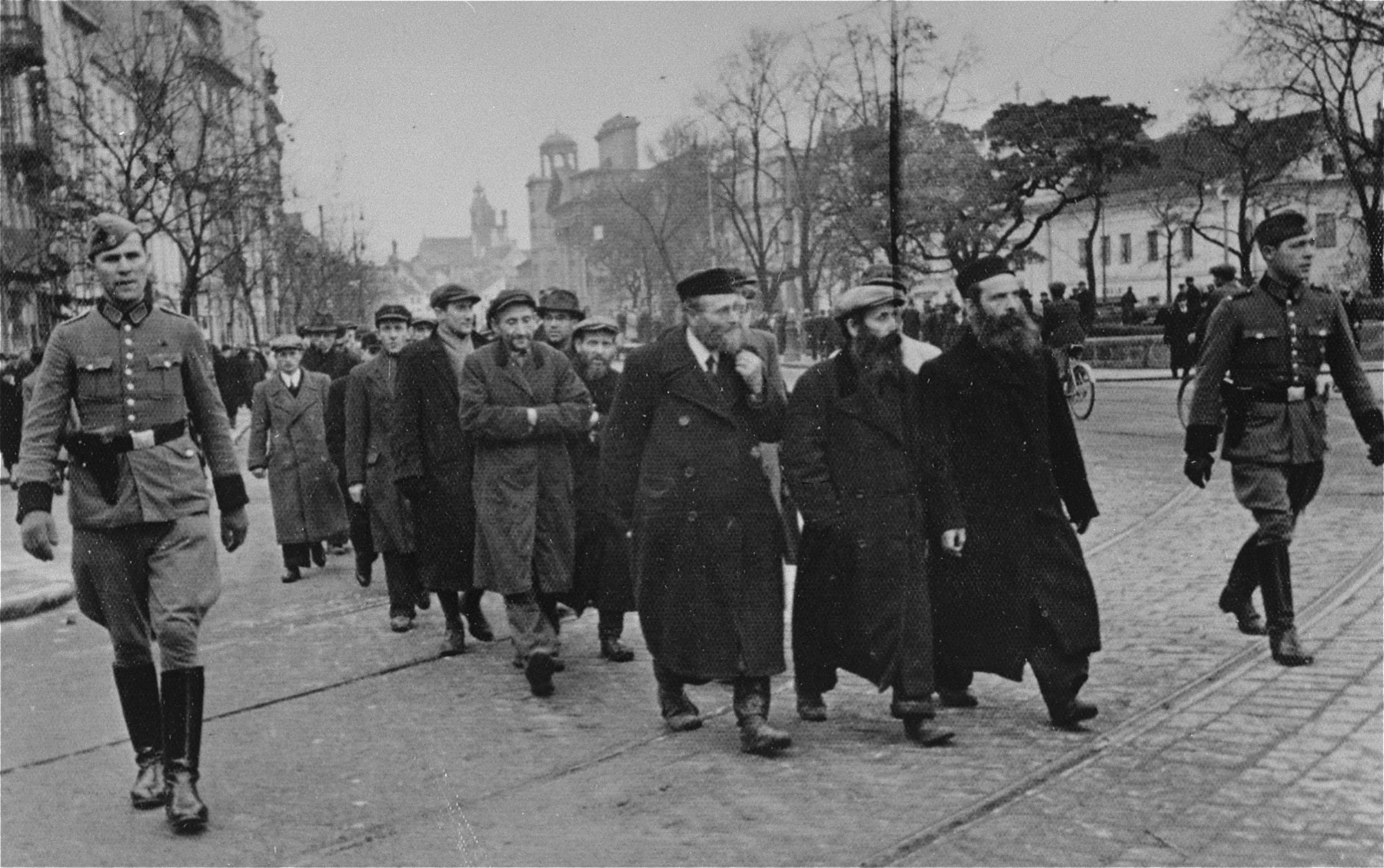
Żydzi eskortowani w drodze do pracy na Krakowskim Przedmieściu (marzec 1940)

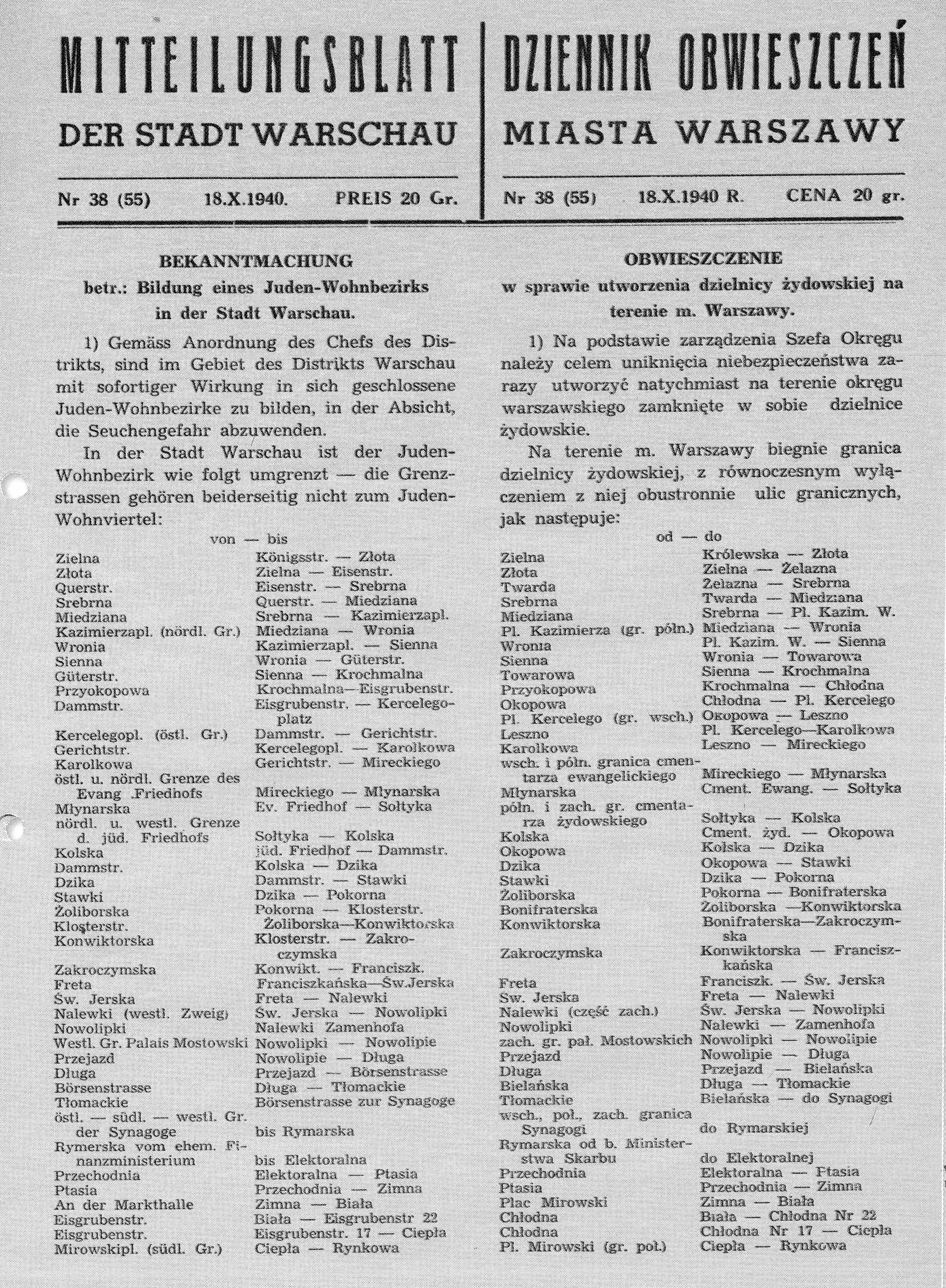
„Dziennik Obwieszczeń Miasta Warszawy” z 18 października 1940 z listą ulic granicznych tworzonego getta

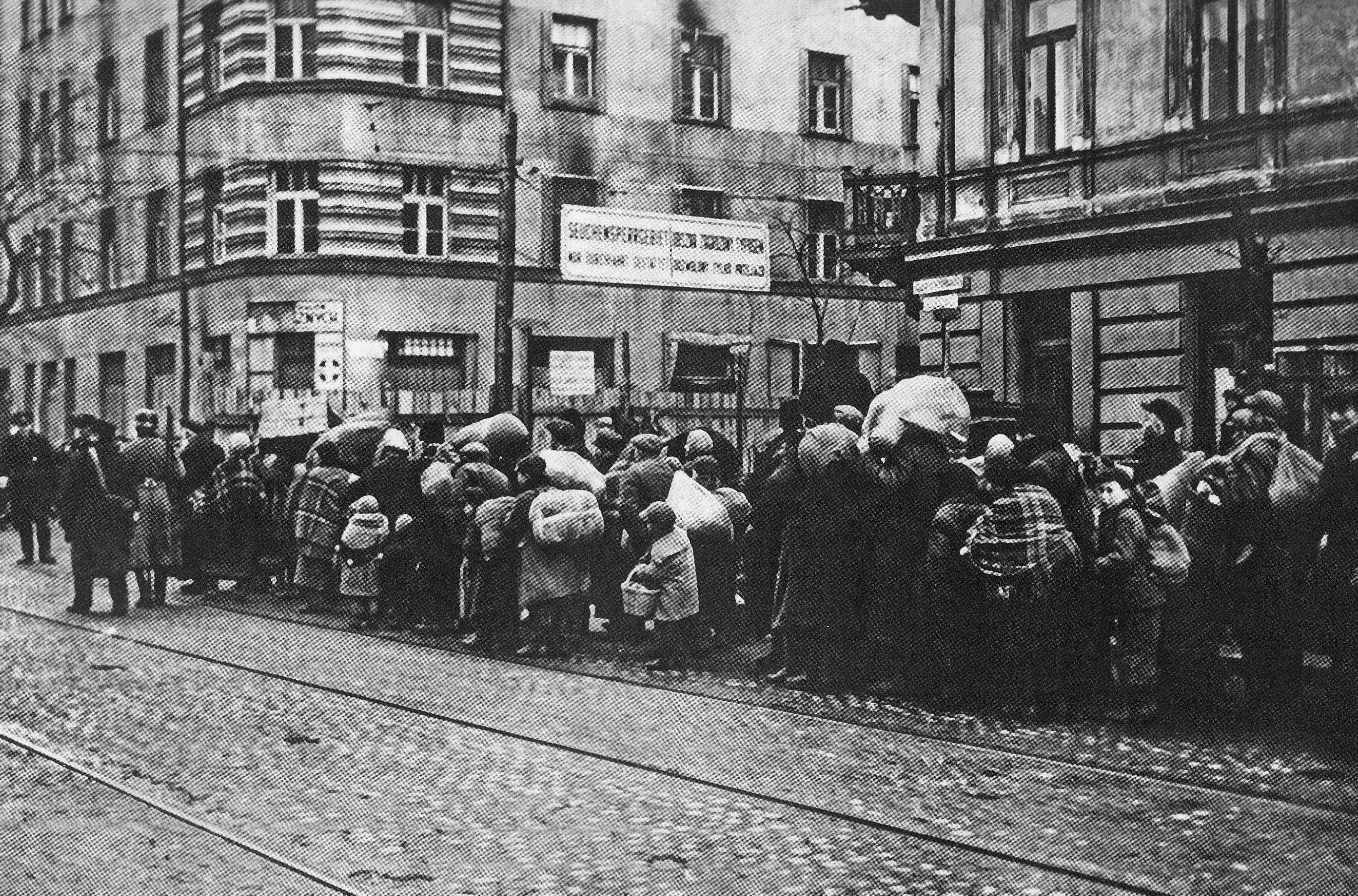
Przymusowe przesiedlenie ludności żydowskiej z mniejszych miast i osiedli w dystrykcie warszawskim do getta (ul. Leszno róg ul. Żelaznej)

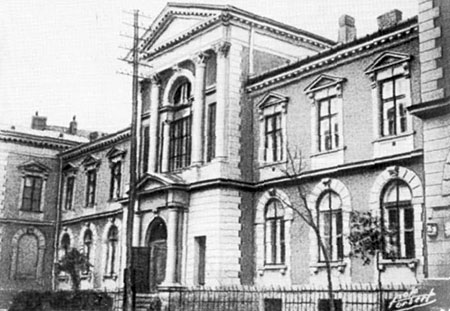
Gmach Gminy Żydowskiej przy ul. Grzybowskiej 26/28, do sierpnia 1942 siedziba warszawskiego Judenratu. Tutaj 23 lipca 1942 popełnił samobójstwo Adam Czerniaków

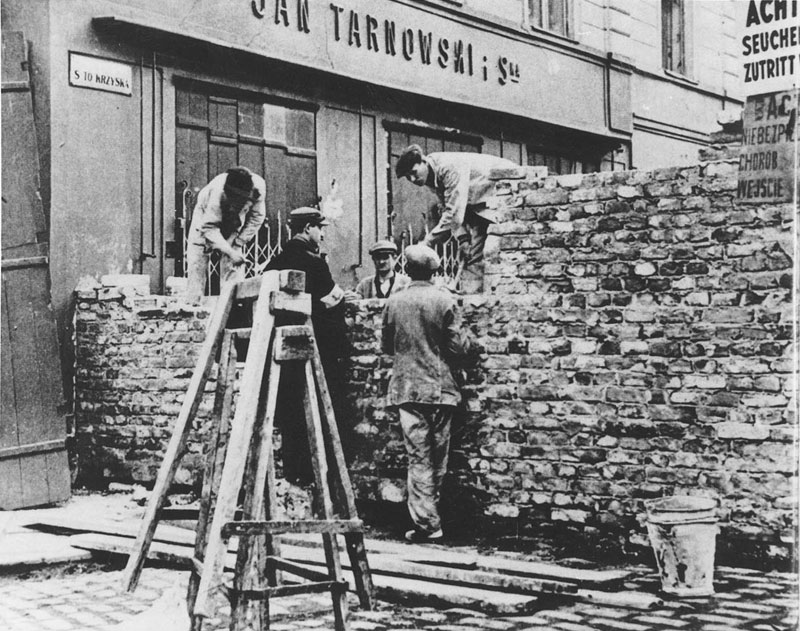
Budowa murów getta na ul. Świętokrzyskiej (sierpień 1940)

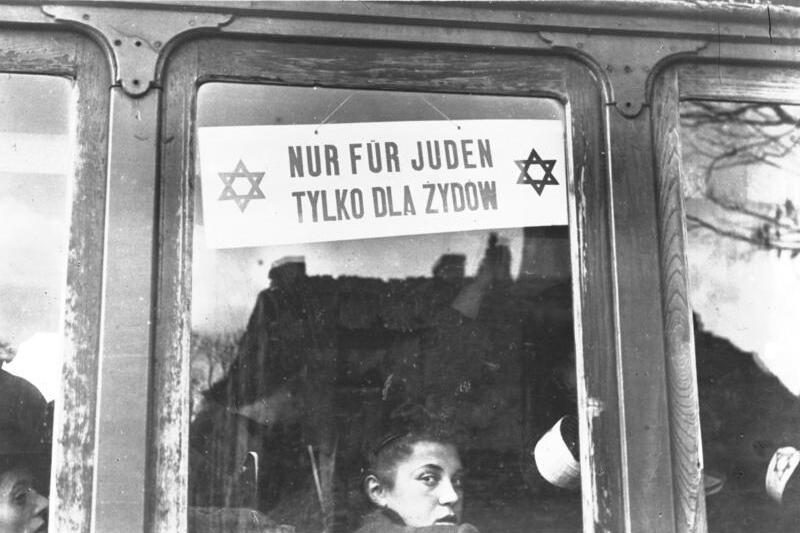
Tabliczka „Nur für Juden – Tylko dla Żydów” na warszawskim tramwaju (październik 1940)

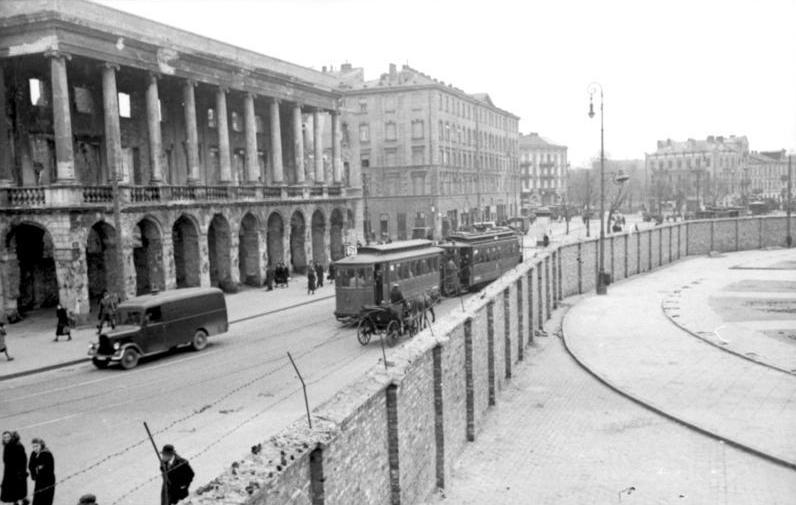
Mur getta dzielący plac Żelaznej Bramy

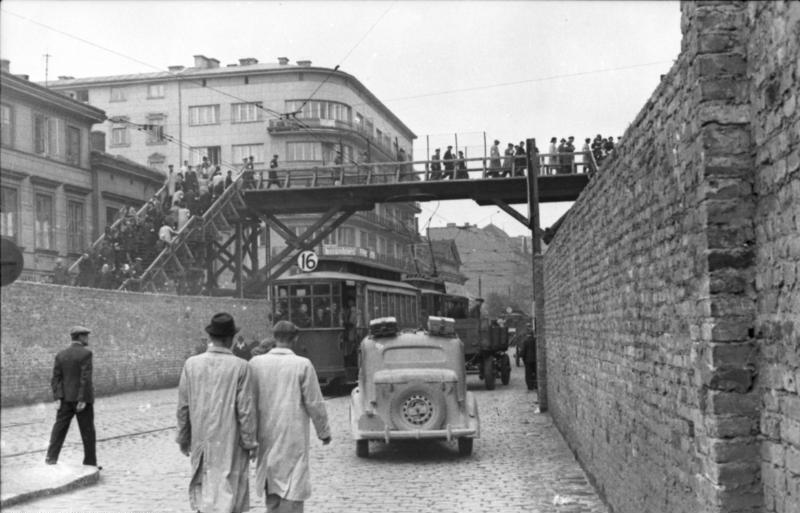
Drewniany most nad ul. Chłodną, jedna z czterech tego typu budowli wzniesionych w warszawskim getcie

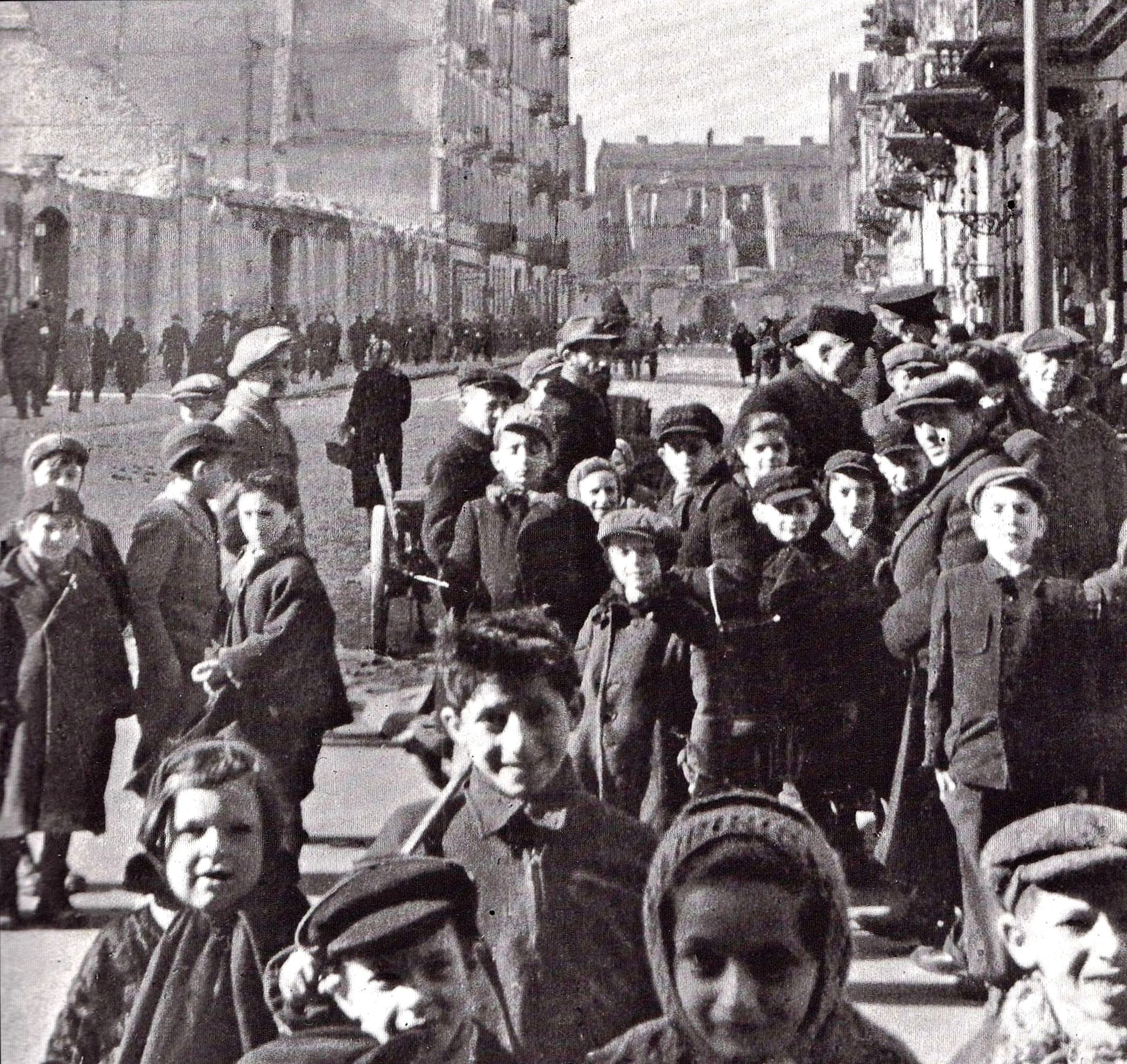
Najmłodsi więźniowie getta na ul. Mariańskiej (1941)

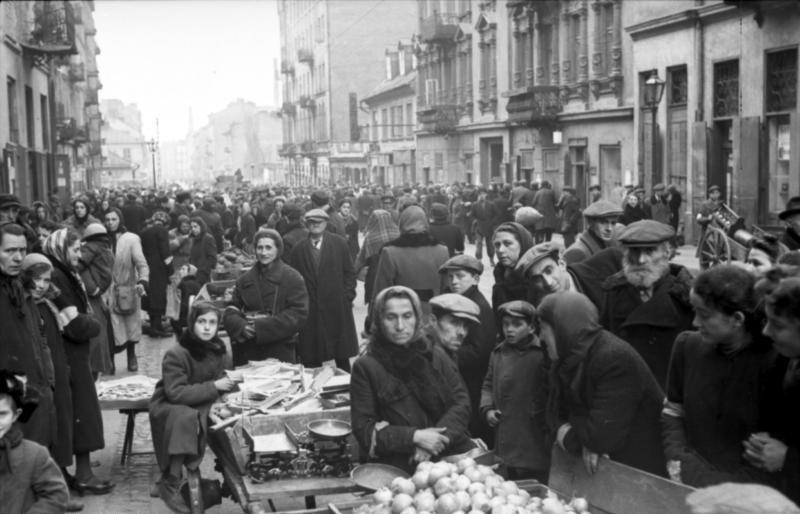
Przeludnienie dzielnicy zamkniętej (ul. Smocza, 1941)

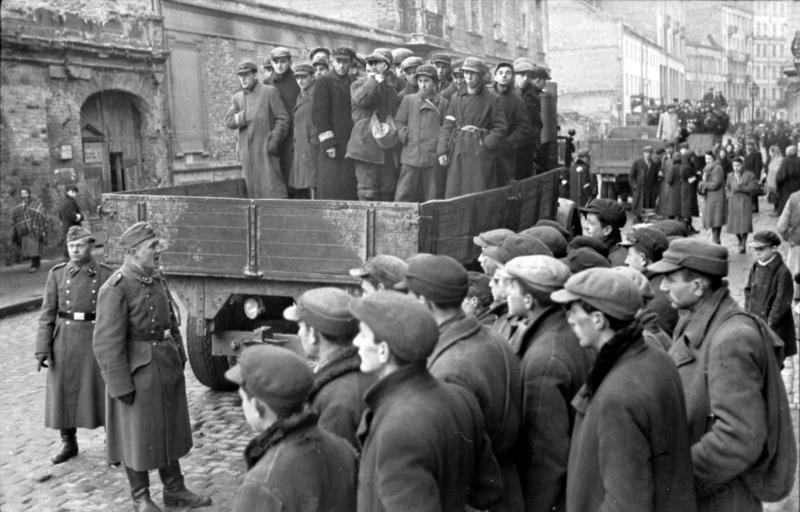
Transport do pracy poza getto, (ul. Grzybowska, 1941)

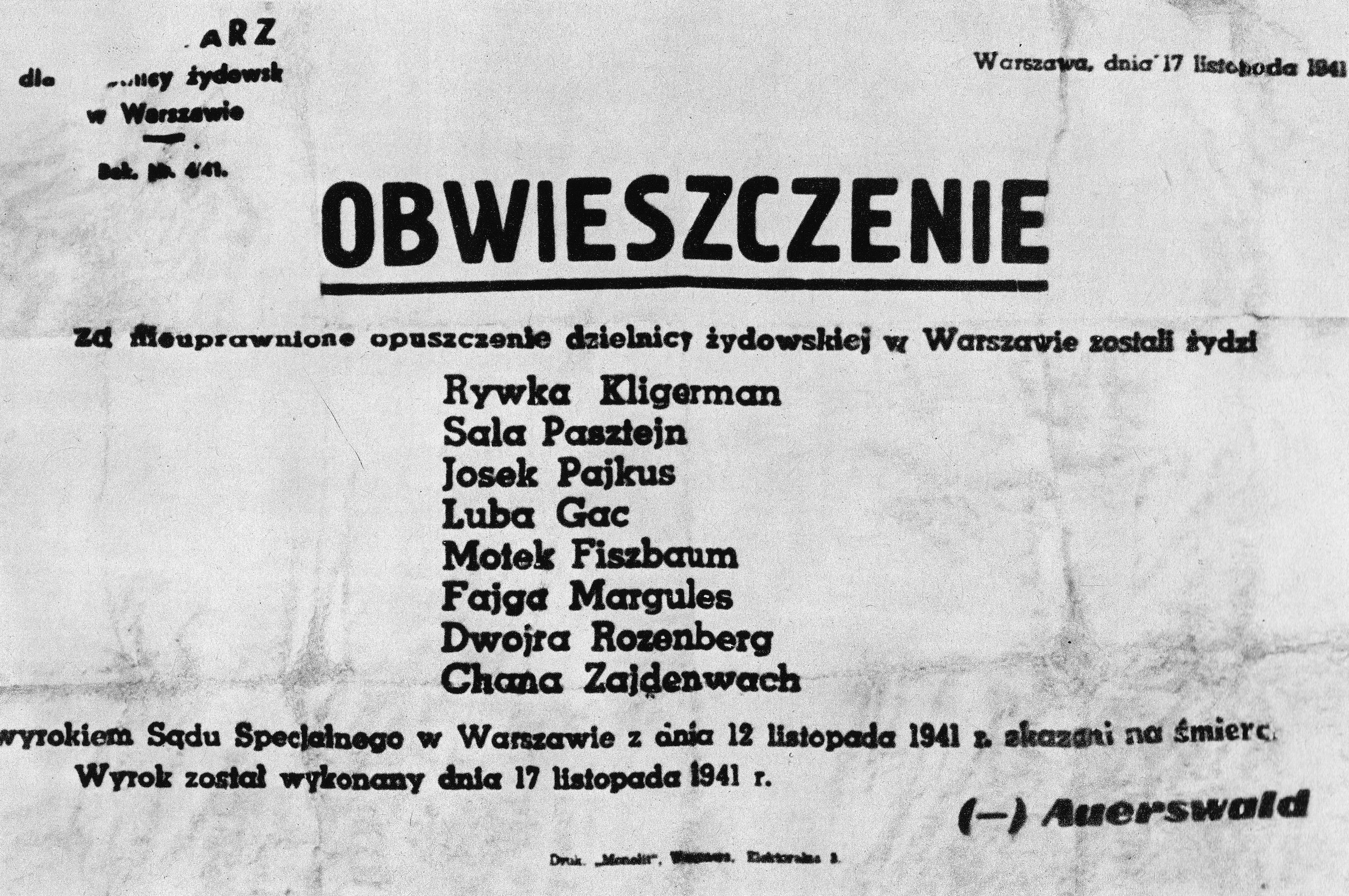
Obwieszczenie Heinza Auerswalda z 17 listopada 1941 o wykonaniu pierwszego wyroku śmierci na ośmiu Żydach za „nieuprawnione opuszczenie dzielnicy żydowskiej”

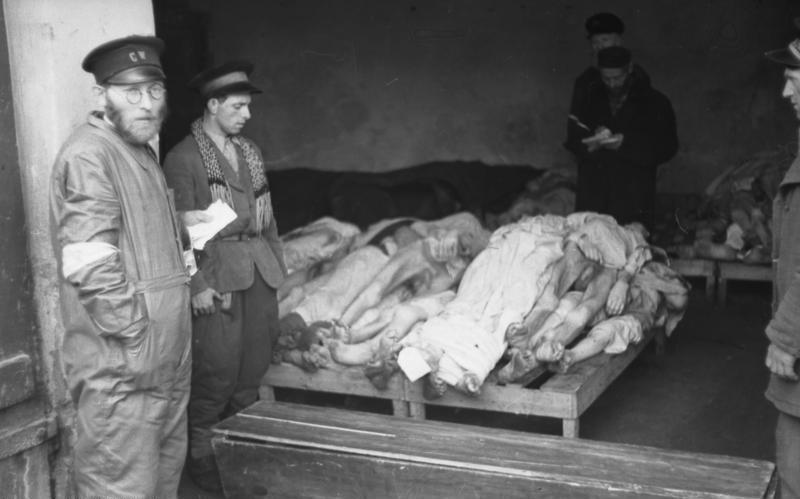
W latach 1940–42 w getcie, głównie z głodu, zimna i chorób, zmarło ok. 92 tys. osób

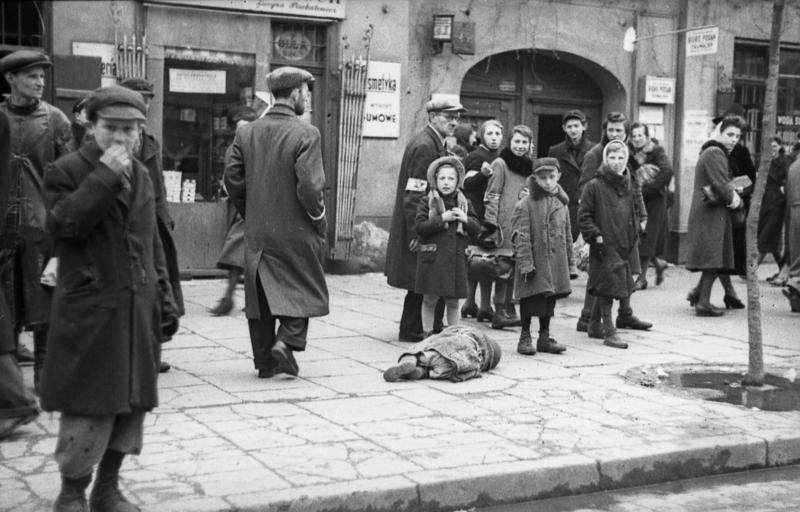
Mieszkańcy getta na ul. Leszno (1941). Widoczna leżąca ofiara głodu

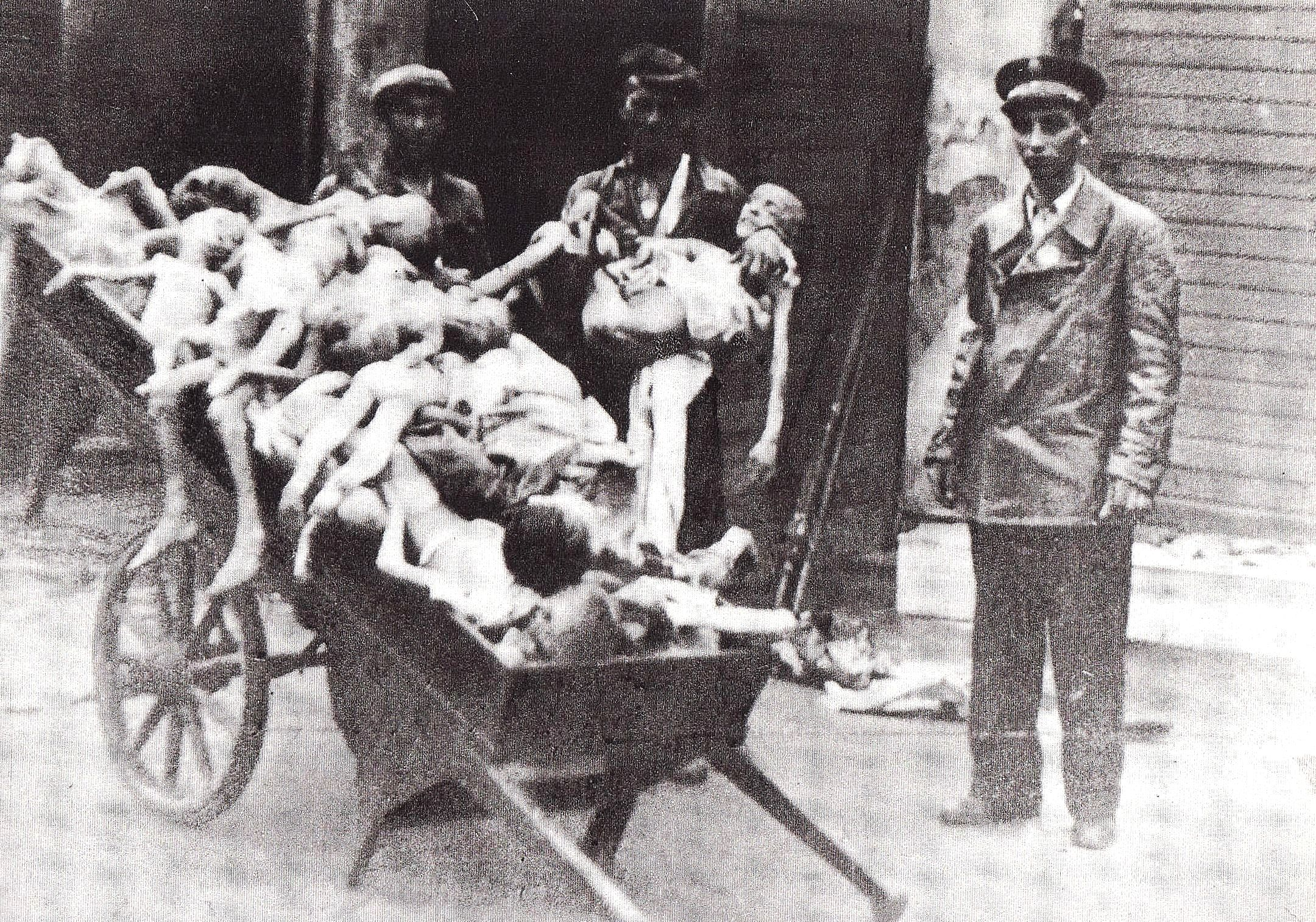
Zwłoki zmarłych zebrane z ulic getta

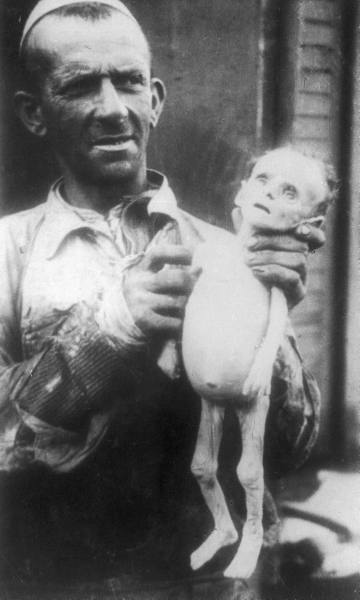
Zmarłe z głodu żydowskie niemowlę. Fotografia z książki Choroba głodowa. Badania kliniczne nad głodem wykonane w getcie warszawskim z roku 1942, w której opublikowano przekazane na stronę „aryjską” wyniki badań nad głodem prowadzonych przez grupę żydowskich lekarzy w dzielnicy zamkniętej

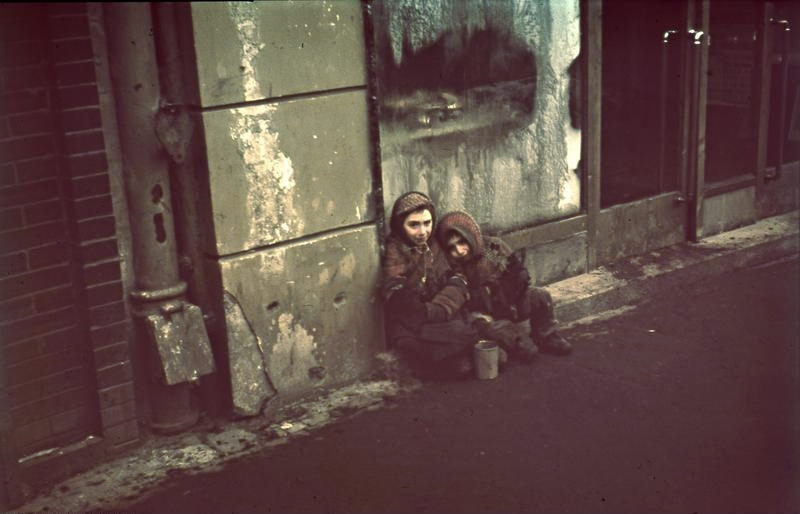
Głodujące żydowskie dzieci. Jedna z nielicznych fotografii barwnych wykonanych w getcie

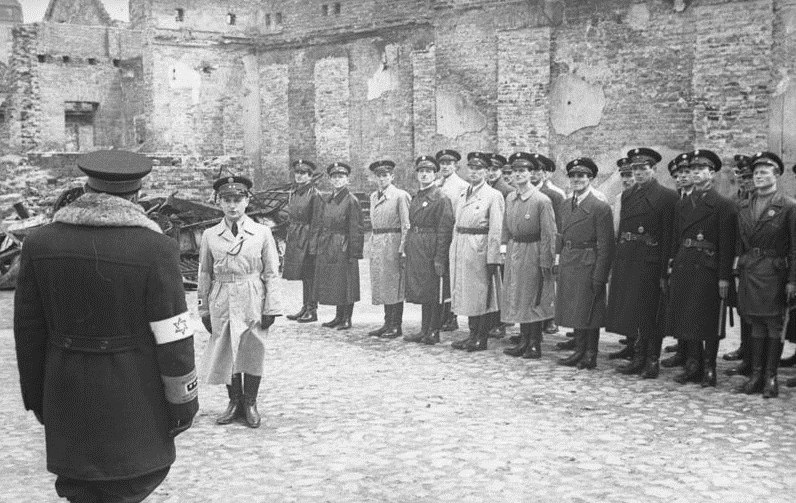
Oddział warszawskiej Żydowskiej Służby Porządkowej

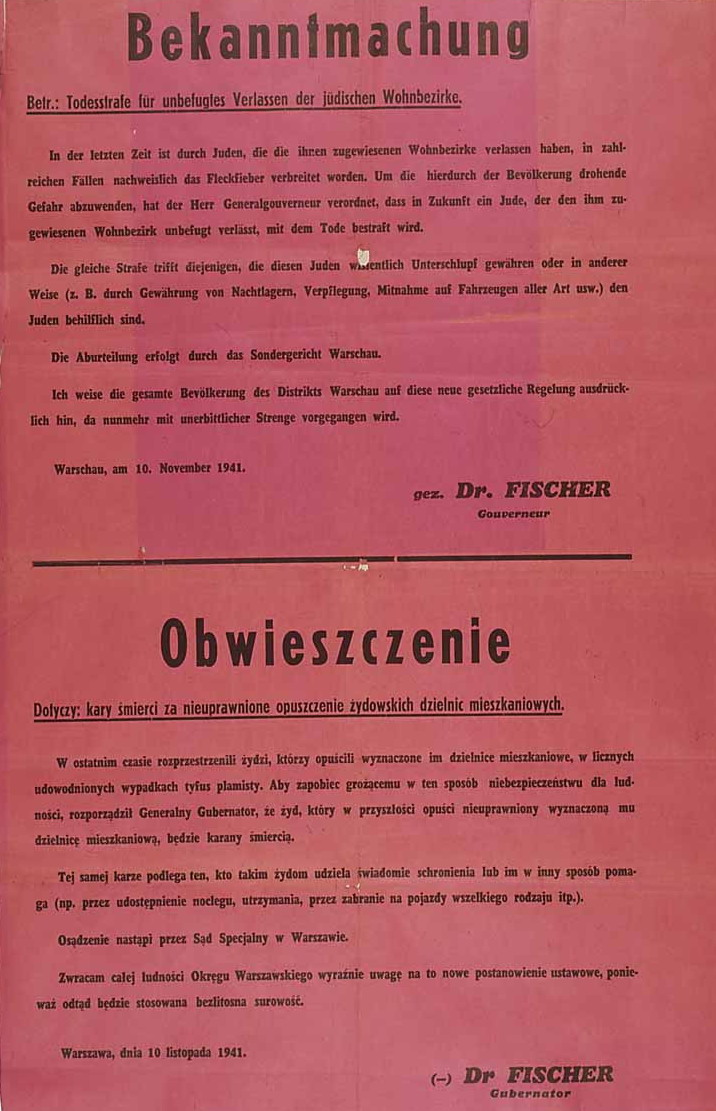
Obwieszczenie gubernatora Fischera z 10 listopada 1941 o karze śmierci za „nieuprawnione opuszczenie żydowskich dzielnic mieszkaniowych”

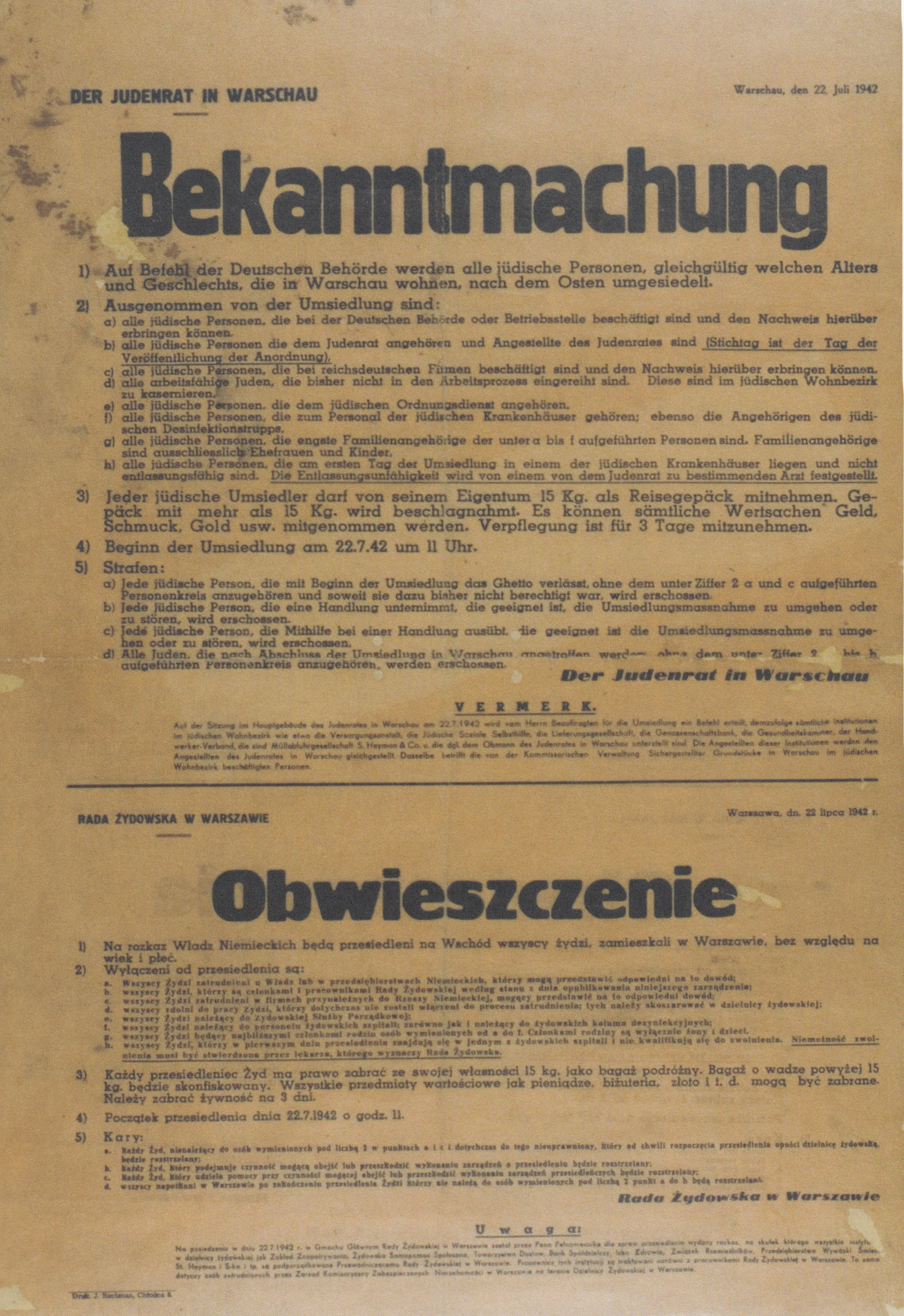
Wydane na rozkaz Niemców obwieszczenie warszawskiej Rady Żydowskiej z 22 lipca 1942 rozpoczynające wielką akcję deportacyjną mieszkańców warszawskiego getta do obozu zagłady w Treblince

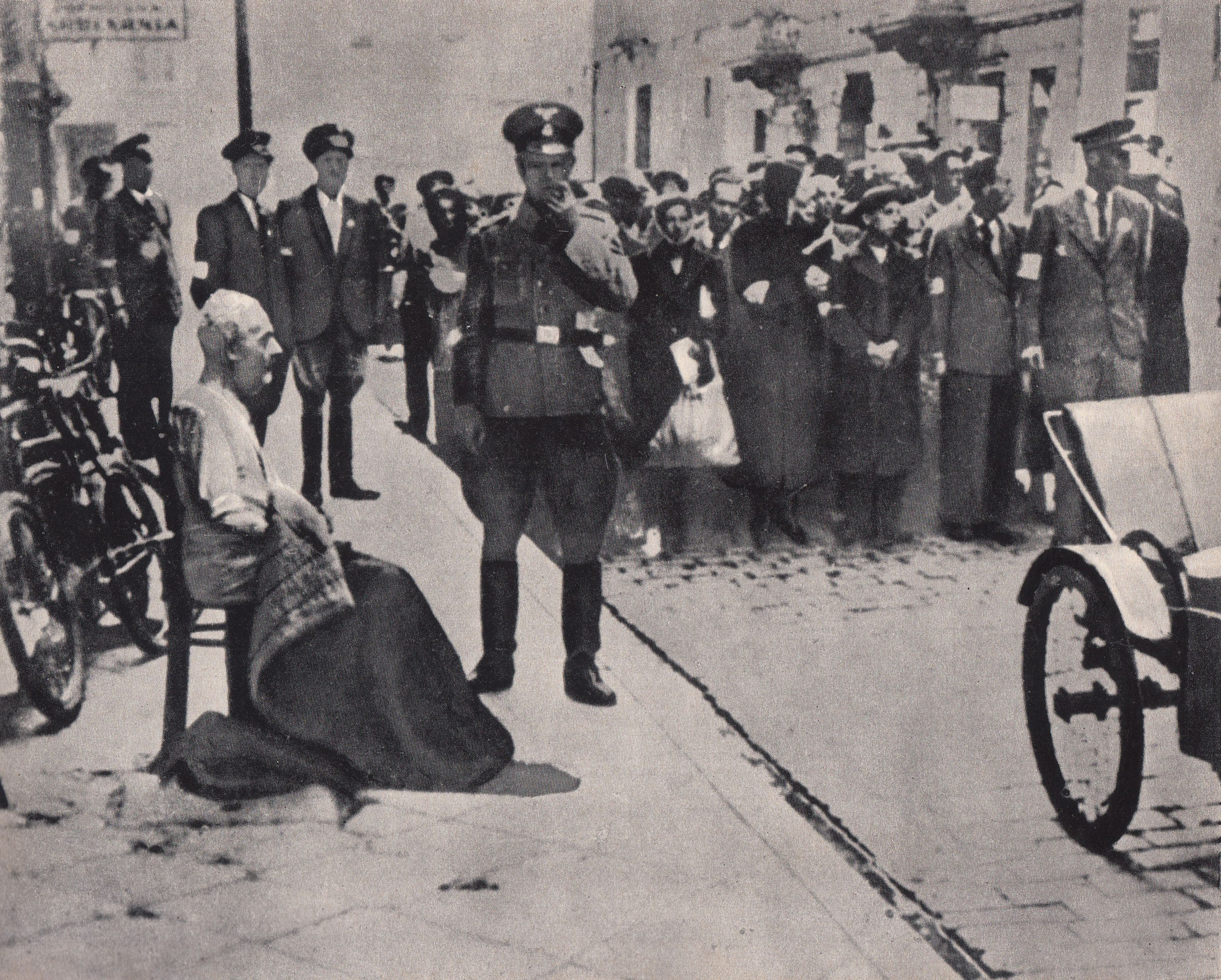
Wielka akcja wysiedleńcza

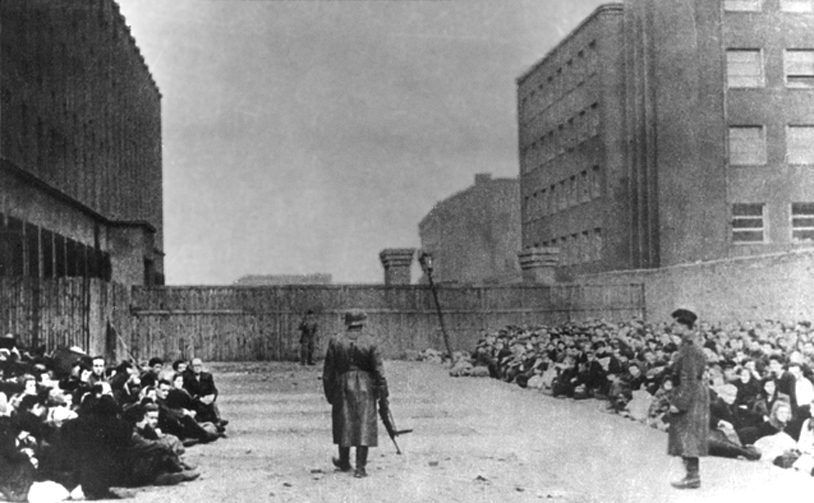
Żydzi oczekujący na transport na Umschlagplatzu

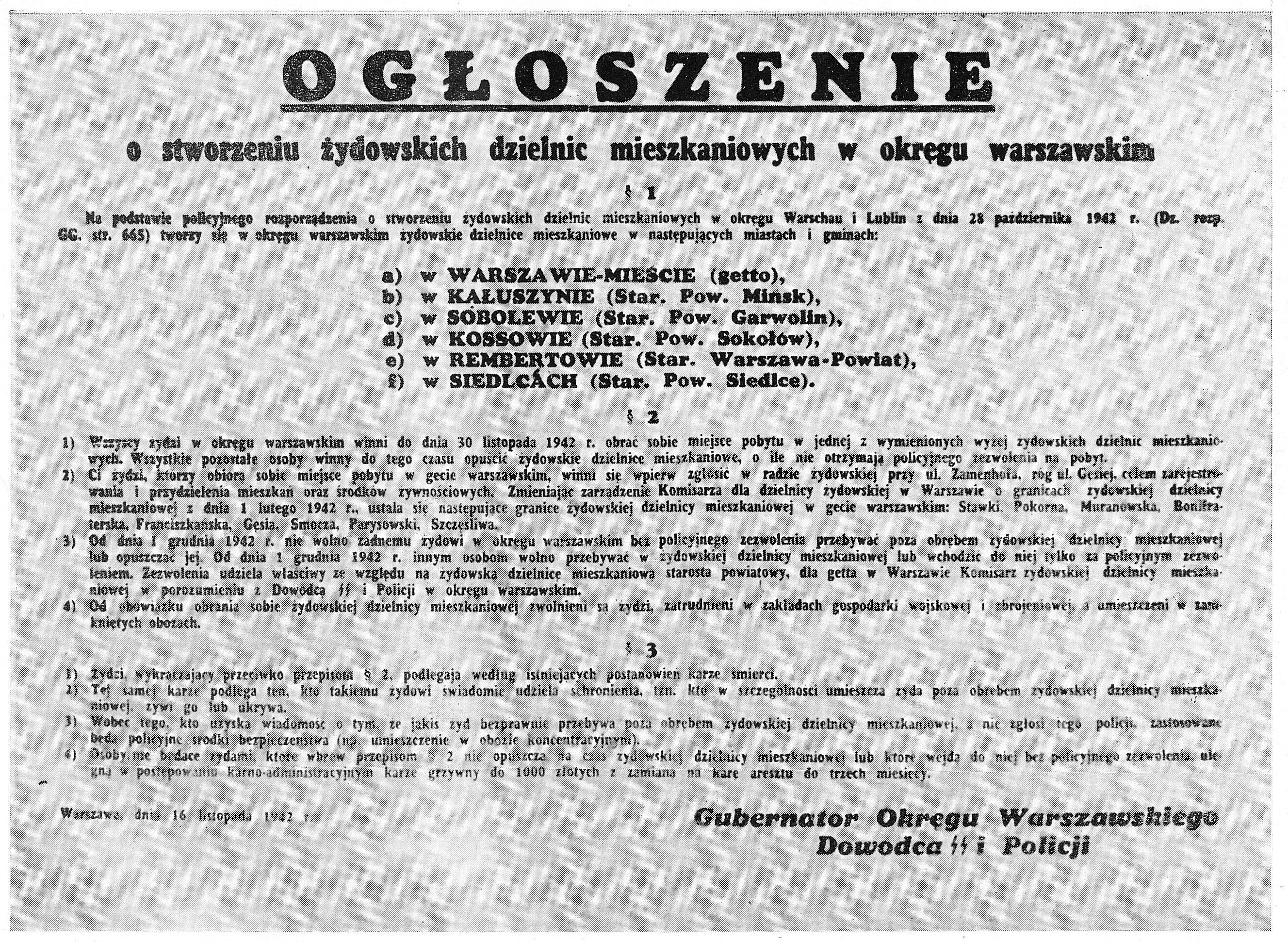
Zarządzenie gubernatora Ludwiga Fischera z 16 listopada 1942 w sprawie utworzenia sześciu gett szczątkowych w dystrykcie warszawskim

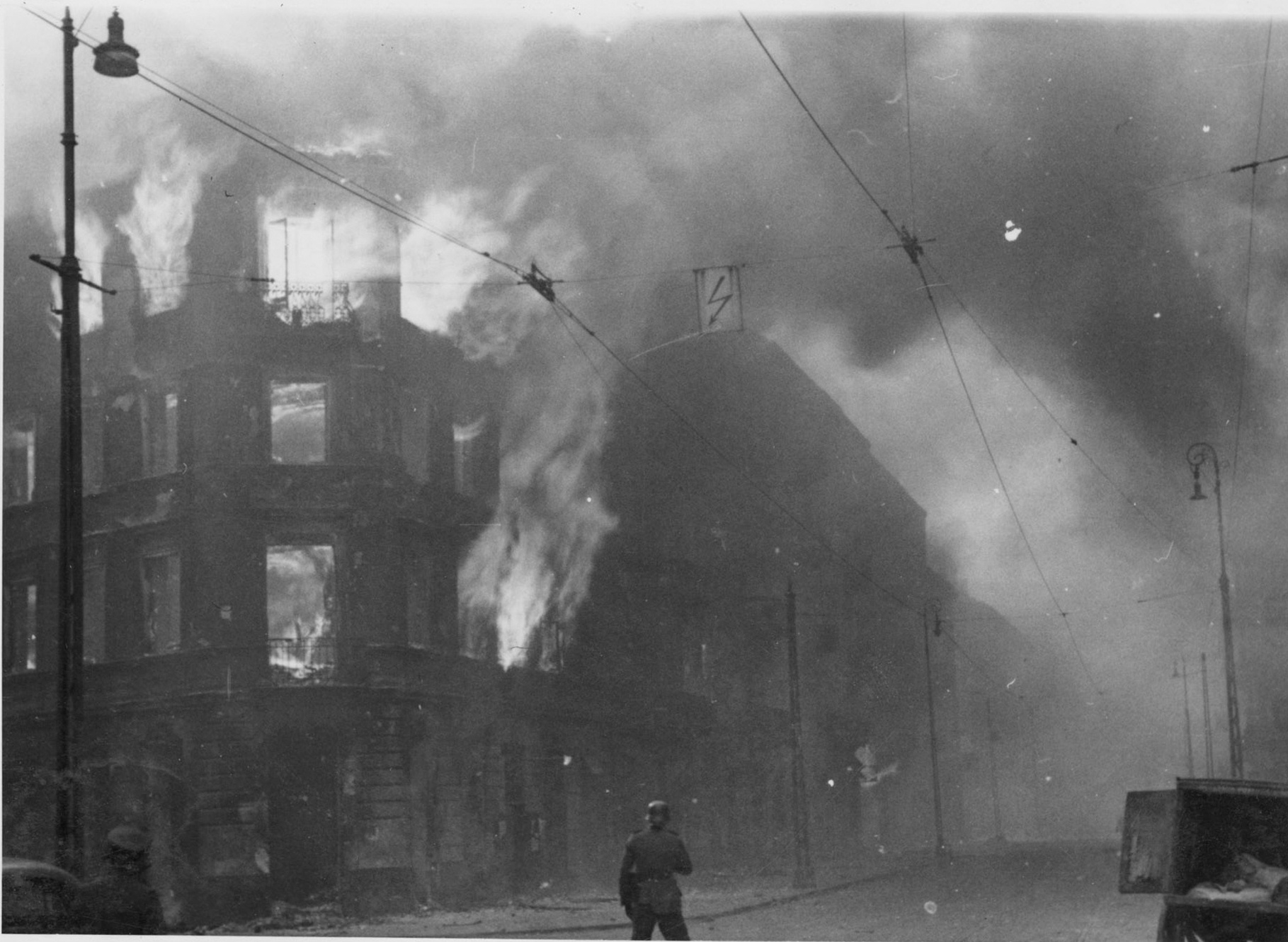
Powstanie w getcie warszawskim. Płonące podpalone przez Niemców kamienice przy ulicy Zamenhofa

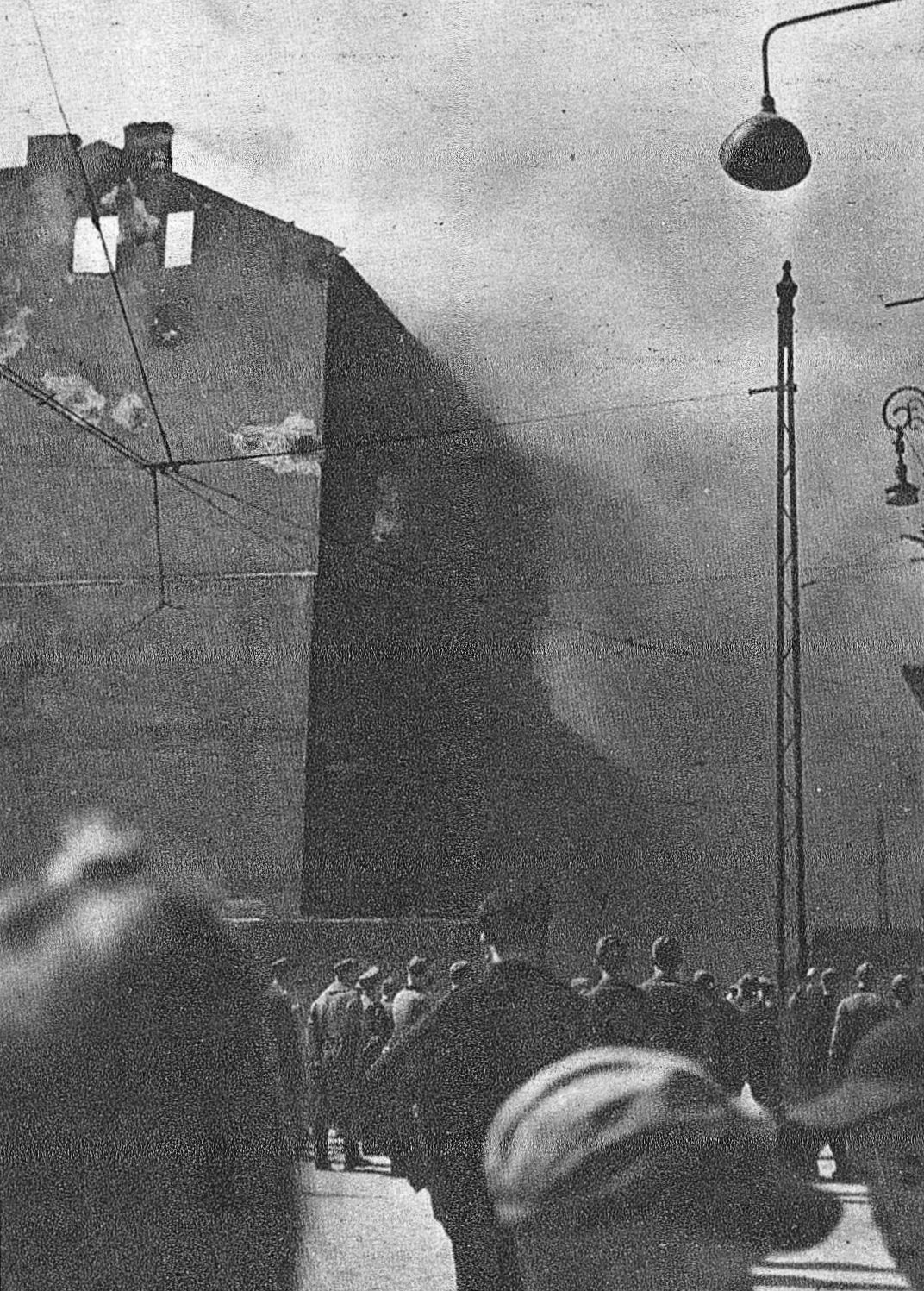
Mieszkańcy Warszawy patrzący na płonące getto

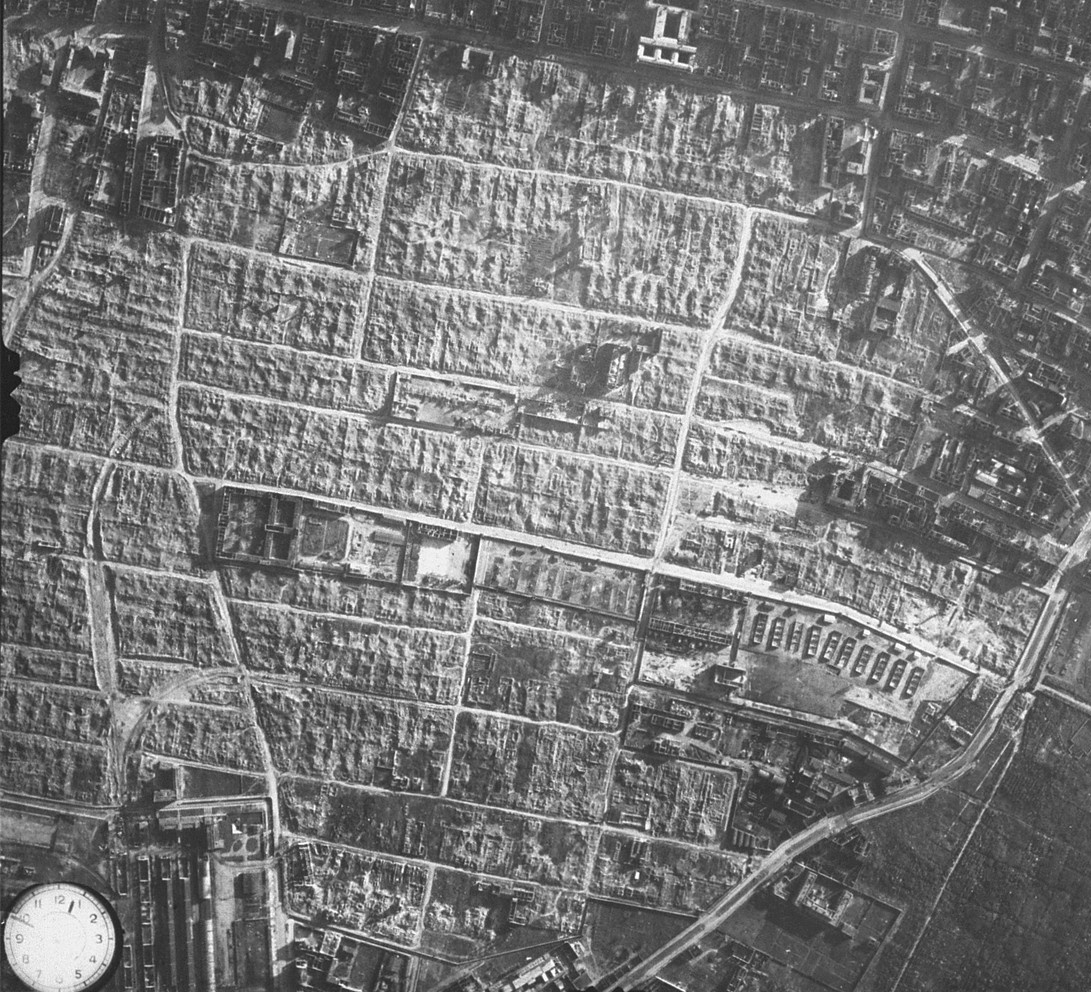
Zdjęcie lotnicze z widocznym zniszczonym przez Niemców gettem wykonane prawdopodobnie w listopadzie 1944 roku

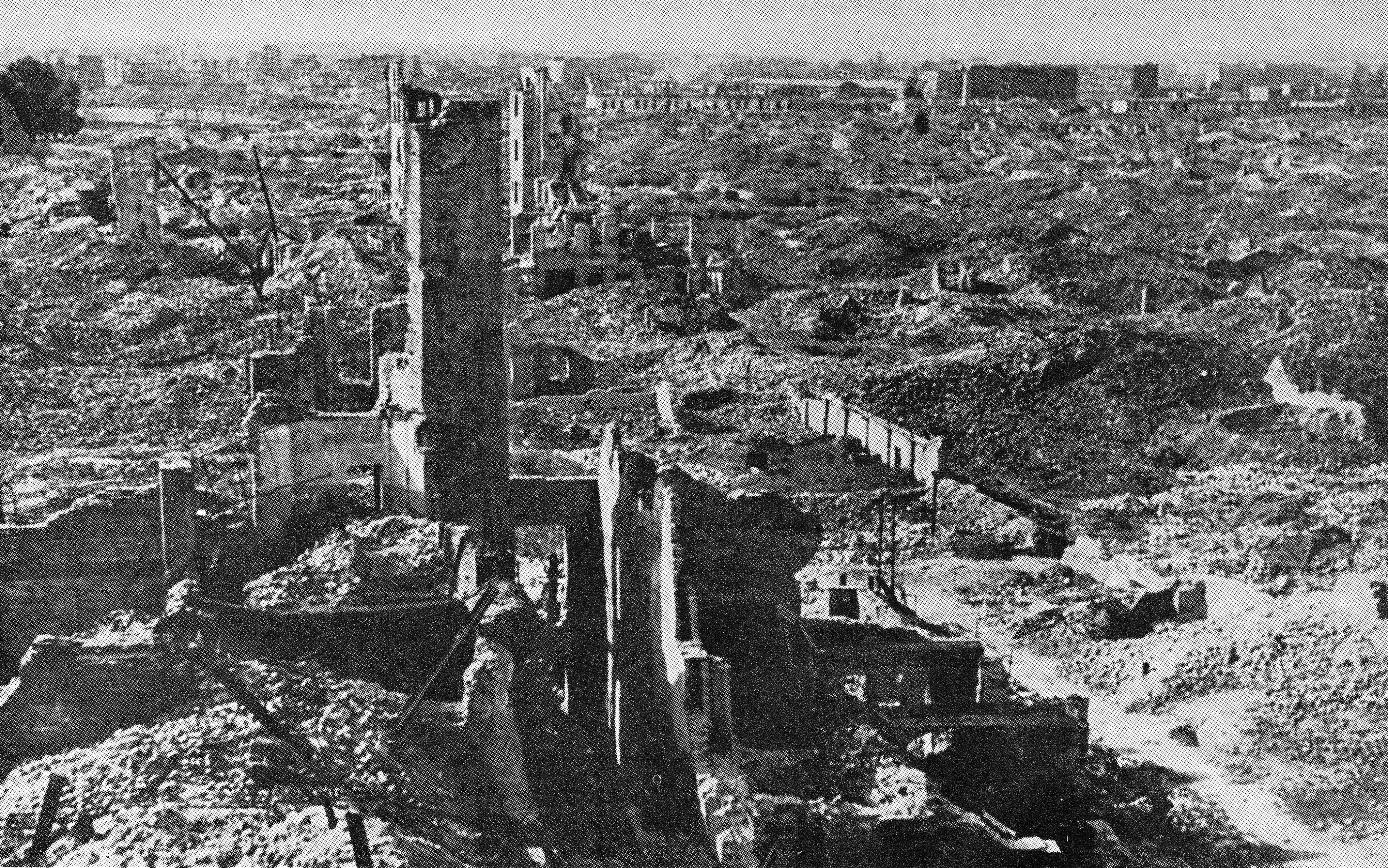
Teren dawnego getta po wojnie

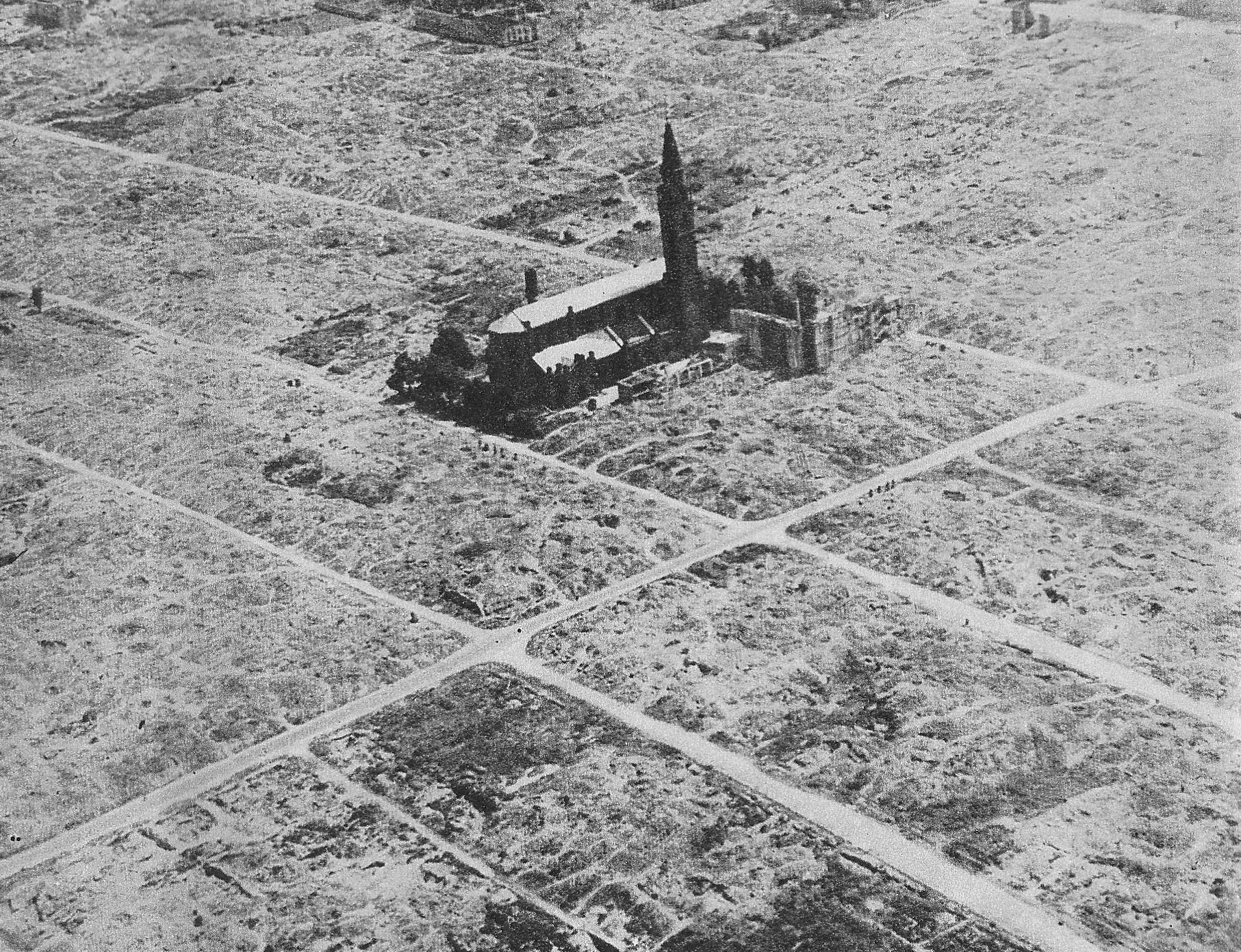
Kościół św. Augustyna wśród ruin getta

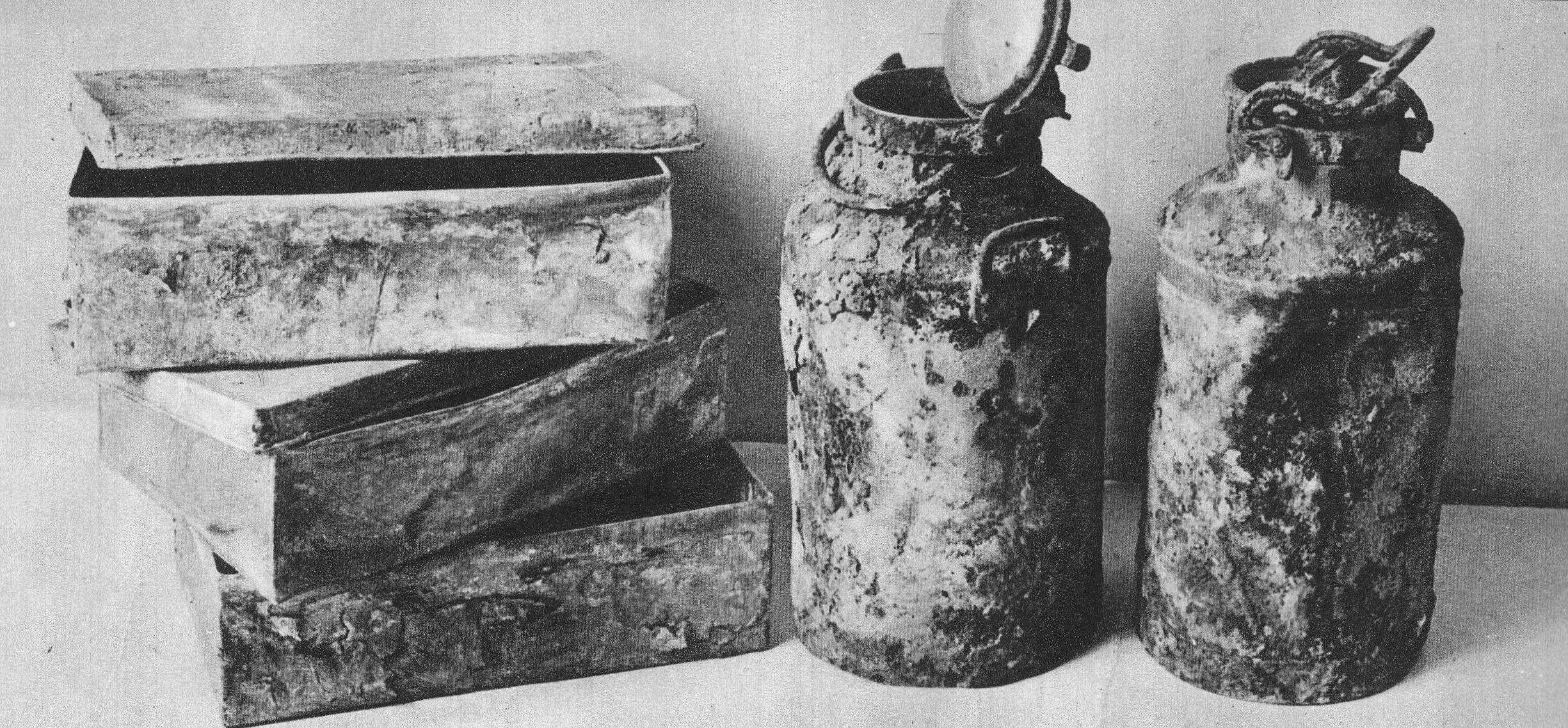
Trzy z dziesięciu metalowych skrzynek oraz dwie bańki na mleko, w których ukryto materiały Oneg Szabat

Getto warszawskie – getto dla ludności żydowskiej utworzone przez władze niemieckie w Warszawie 2 października 1940, a zamknięte i odizolowane od reszty miasta 16 listopada 1940. Było największym gettem w Generalnym Gubernatorstwie i całej okupowanej Europie. W kwietniu 1941 w obrębie murów „dzielnicy zamkniętej” mieszkało ok. 450 tys. osób.
W wyniku wielkiej akcji deportacyjnej, trwającej od 22 lipca do 21 września 1942, ok. 75% mieszkańców getta zostało wywiezionych i zamordowanych w obozie zagłady w Treblince. W sierpniu 1942 południowa część getta (tzw. małe getto) została włączona do „aryjskiej” części miasta. W części północnej pozostało ok. 60 tys. Żydów. Większość z nich pracowała w działających w getcie niemieckich zakładach produkcyjnych (tzw. szopach).
Getto zostało zlikwidowane po powstaniu w maju 1943. Po wywiezieniu pozostałych przy życiu mieszkańców do Treblinki oraz obozów w dystrykcie lubelskim zabudowa „dzielnicy żydowskiej” została na rozkaz Niemców zburzona.
Łączna liczba ofiar getta warszawskiego szacowana jest na ok. 400 tys. osób, z czego ok. 92 tys. zginęło lub zmarło w Warszawie (głównie ofiary głodu i chorób), a ok. 300 tys. w obozie zagłady w Treblince i w trakcie dwóch akcji wysiedleńczych. Dawni mieszkańcy getta stanowili także dużą część ofiar akcji „Erntefest” przeprowadzonej w obozach w dystrykcie lubelskim w listopadzie 1943.

## Położenie żydowskich mieszkańców Warszawy do listopada 1940
W 1938 w Warszawie mieszkało 368 394 Żydów, co stanowiło 29,1% mieszkańców stolicy. W 1939 Warszawa była największym skupiskiem Żydów w Europie oraz drugim – po Nowym Jorku – na świecie.
Podczas obrony miasta we wrześniu 1939 dzielnica żydowska była bombardowana przez Niemców ze szczególną zaciekłością.
Według spisu ludności żydowskiej, przeprowadzonego 28 października 1939 na polecenie niemieckich władz okupacyjnych, w Warszawie mieszkało wtedy 359 827 Żydów. Liczba ludności żydowskiej zaczęła w kolejnych miesiącach rosnąć w wyniku przesiedlenia do stolicy w okresie od listopada 1939 do października 1940 ok. 90 tys. Żydów usuwanych z okupowanych terenów Polski włączonych bezpośrednio do III Rzeszy (przede wszystkim z Łodzi i rejencji ciechanowskiej).
13 listopada 1939, w odwecie za zastrzelenie na tej posesji przez Pinkusa Zylberrynga polskiego policjanta, Niemcy aresztowali 53 mieszkańców kamienicy przy ul. Nalewki 9. Pomimo wpłacenia 300 tys. zł kontrybucji, wszyscy aresztowani 21 listopada 1939 zostali zamordowani. Była to pierwsza zbiorowa egzekucja Żydów w Warszawie.

### Dyskryminacja społeczna i ekonomiczna
Prześladowania ludności żydowskiej rozpoczęły się natychmiast po wkroczeniu wojsk niemieckich do miasta 1 października 1939. Wymagano kłaniania się, znieważano żydowskie kobiety, bito i znęcano się nad osobami starszymi i dziećmi, zrzucano nakrycia głowy, zaprzęgano do wozów, obcinano brody, zatrzymywano na ulicy każąc wykonywać ćwiczenia gimnastyczne lub zapędzano do najcięższych prac.
Po utworzeniu Generalnego Gubernatorstwa (26 października) władze niemieckie rozpoczęły wydawanie kolejnych zarządzeń dyskryminujących żydowskich mieszkańców stolicy oraz sankcjonujących pierwsze represje. W październiku 1939 „aryjskie” sklepy i kawiarnie otrzymały zakaz obsługiwania klientów żydowskich. Zablokowano konta bankowe i depozyty należące do Żydów, ograniczając wypłaty do 250 zł tygodniowo i wprowadzając jednocześnie zakaz posiadania gotówki powyżej 2000 zł. Zarządowi Miejskiemu zakazano udzielania pomocy ludności żydowskiej i nakazano zwolnienie żydowskich pracowników.
W listopadzie 1939 żydowskie przedsiębiorstwa objęto przymusowym zarządem komisarycznym (co w praktyce oznaczało wywłaszczenie). W grudniu lombardom zakazano zwracania Żydom zastawionych przedmiotów. W tym samym miesiącu wprowadzono obowiązek rejestracji żydowskiego majątku oraz przymus pracy dla Żydów – mężczyzn w wieku od 14 do 60 lat. Przed utworzeniem getta Żydzi pracowali w ok. 130 miejscach na terenie Warszawy (tzw. placówkach), m.in. obiektach należących do policji, wojska, kolei i poczty, a także przy odgruzowywaniu i oczyszczaniu miasta. Przymus pracy wynosił dwa dni w tygodniu, a praca, często połączona z biciem i szykanami, trwała do 12 godzin dziennie. W sierpniu 1940 obowiązkowi pracy przymusowej podlegało 105 tys. Żydów.
W latach 1940–1943 Niemcy przymusowo zatrudniali Żydów przy budowie wałów przeciwpowodziowych na prawym brzegu Wisły od fortu Śliwickiego do Rajszewa; wielu z nich zginęło i zostało tam pogrzebanych. Jeden z obozów pracy, w którym mieszkali, znajdował się w Piekiełku.
Zarządzeniem gubernatora dystryktu warszawskiego Ludwiga Fischera z 24 listopada 1939 r. Żydzi w wieku od 12 lat zostali objęci obowiązkiem noszenia na prawym „przedramieniu ubrania wierzchniego” białej opaski, na której „narysowana ma być żydowska niebieska gwiazda”. Na potrzeby tego wymogu określono, że Żydem jest osoba „wyznania żydowskiego”, jak również taka, której przynajmniej jedno z rodziców było lub jest Żydem. Jednakże równoczesnym aktem wyższego rzędu, tj. rozporządzeniem Generalnego Gubernatora, wprowadzono na terenie całego Generalnego Gubernatorstwa obowiązek noszenia na prawym rękawie odzieży wierzchniej białej opaski z niebieską „gwiazdą syjonu” (Gwiazda Dawida) przez wszystkich Żydów już powyżej 10. roku życia. Wprowadzenie opasek pogorszyło sytuację Żydów, gdyż ułatwiało zatrzymywanie do robót przymusowych, rabunek mienia oraz szykany. Wraz z coraz surowszymi karami za nieprzestrzeganie nakazu noszenia opasek wzrastało także zagrożenie szantażami ze strony szmalcowników.
Symbolem Gwiazdy Dawida zaczęto także znakować sklepy i warsztaty żydowskie. Ich właściciele zostali jednak zwolnieni z wprowadzonego pod koniec 1939 obowiązku wywieszania niemieckich szyldów – prawdopodobnie władze okupacyjne nie chciały, aby napisy w językach jidysz i hebrajskim sąsiadowały z napisami w języku niemieckim.
Późniejszym rozporządzeniem Generalnego Gubernatora uściślono pojęcie Żyda w rozumieniu przepisów okupacyjnych. Według odpowiedniego aktu z 24 lipca 1940, Żydem była każda osoba, będąca byłym obywatelem polskim lub osobą bez przynależności państwowej, jeżeli posiadała co najmniej troje dziadków „pochodzenia czysto żydowskiego” (za Żyda „pochodzenia czysto żydowskiego“ uznano bezwzględnie każdego z dziadków, który należał do żydowskiej gminy wyznaniowej). Osoba, której dwoje dziadków było „pochodzenia czysto żydowskiego”, również była uważana za Żyda, o ile spełniała jeden z dodatkowych warunków wyszczególnionych w rozporządzeniu, tj. jeżeli należała do żydowskiej gminy wyznaniowej 1 września 1939 lub po tej dacie albo pozostawała w związku małżeńskim z Żydem, albo urodziła się po 31 maja 1941 z obcowania pozamałżeńskiego z Żydem. Ponadto za Żyda uważano każdego, kto był Żydem według przepisów prawnych obowiązujących w Rzeszy.
W styczniu 1940 zamknięto synagogi (zakazując jednocześnie zbiorowych modłów w mieszkaniach prywatnych) oraz mykwy. W tym samym miesiącu Żydom zabroniono wstępu do bibliotek publicznych. 26 stycznia 1940 zakazano im korzystania z kolei, a w lutym przedsiębiorcom nakazano zwolnienie żydowskich pracowników. W połowie 1940 rozpoczęto przejmowanie kamienic należących do Żydów, a także obiektów i przedsiębiorstw związanych z ochroną zdrowia, m.in. aptek i gabinetów dentystycznych. Zamknięto także żydowskie księgarnie i biblioteki. Cofnięto koncesje żydowskim dorożkarzom, lekarzom-Żydom zabroniono leczenia „aryjskich” pacjentów, a pacjentów-Żydów usunięto z miejskich szpitali. Żydzi zostali także wyłączeni z systemu ubezpieczeń społecznych. Wstrzymano wypłaty zasiłków Żydom-emerytom państwowym, inwalidom wojennym, a także wdowom i sierotom po poległych żołnierzach.
Władze niemieckie zarządziły skreślenie adwokatów pochodzenia żydowskiego z listy adwokackiej (Żydzi stanowili ok. 40% członków warszawskiej adwokatury). Chcąc nadać tej decyzji pozory legalności, komisaryczny dziekan rozwiązanej w grudniu 1939 Okręgowej Rady Adwokackiej w Warszawie volksdeutsch Edward Wilhelm von Wendorff zarządził głosowanie w tej sprawie wśród 15 najbardziej znanych warszawskich adwokatów, wchodzących w skład tzw. Rady Przybocznej. Ku zaskoczeniu Niemców, 14 z nich opowiedziało się przeciwko pozbawieniu prawa wykonywania zawodu przez Żydów, powołując się na odpowiednie artykuły konwencji haskiej. Zgodnie z zapowiedzią, głosujących na „nie” skreślono z listy adwokatów. Ponieważ Polacy w dalszym ciągu próbowali dowieść, że dokonane wykluczenie Żydów z zawodu jest z punktu widzenia prawa niedopuszczalne, „w rezultacie tego ataku przeciw zarządzeniom niemieckiej administracji sądowniczej” dokonano aresztowań wśród członków warszawskiej palestry.
W lipcu 1940 Żydom zakazano wstępu do miejskich parków, siadania na ławkach w miejscach publicznych oraz chodzenia po reprezentacyjnych ulicach miasta. We wrześniu Żydom zakazano wstępu na plac Piłsudskiego (przemianowany w tym samym czasie na Adolf-Hitler-Platz).
We wrześniu 1940 wprowadzono również segregację ludności polskiej w tramwajach (wcześniej, w grudniu 1939, zarezerwowano części wagonów „tylko dla Niemców“ – Nur für Deutsche). Od września 1940 Żydzi mogli korzystać wyłącznie ze specjalnych wagonów tramwajowych z biało-żółtymi lub żółtymi tarczami numerowymi, oznaczonymi dodatkowo tablicą z Gwiazdą Dawida za przednią szybą oraz tablicą „Nur für Juden – Tylko dla Żydów” w górnej części jednego z okien. Kursowały one tylko na niektórych liniach, do tego ich liczba była systematycznie zmniejszana. Ludności żydowskiej całkowicie zakazano korzystania z 15 linii tramwajowych oraz jednej linii autobusowej.
Od czerwca 1940 Żydzi zaczęli być dyskryminowani jeżeli chodzi o długość godziny policyjnej. Została ona wtedy przesunięta – ale tylko dla ludności „aryjskiej” – z 21 na 22. Po jej kolejnym przesunięciu w październiku 1940 (z okazji pierwszej rocznicy utworzenia Generalnego Gubernatorstwa) z 22 na 23, Żydzi mogli pozostawać na ulicach poza murami tworzonego getta do 19, a w obrębie jego murów – do 21. Zmieniono także nazwy warszawskich ulic upamiętniające zasłużonych dla polskiej historii i kultury Żydów m.in. Ludwika Zamenhofa, Bera Meiselsa oraz Berka Joselewicza.

### Judenrat
4 października (według innego źródła 7 października) 1939 władze niemieckie utworzyły w Warszawie Radę Żydowską (Judenrat). Pierwszym przewodniczącym składającej się z 24 radców Rady został Adam Czerniaków, mianowany komisarycznym prezesem Żydowskiej Gminy Wyznaniowej w Warszawie jeszcze przez prezydenta Warszawy Stefana Starzyńskiego 23 września. Funkcję wiceprzewodniczącego Rady objął Marek Lichtenbaum.
Judenrat miał bardzo rozbudowaną, skomplikowaną i zmieniającą się w czasie strukturę. Składał się z ponad 20 wydziałów i zatrudniał ok. 2000 urzędników. Do sierpnia 1942 jego główna siedziba znajdowała się w przedwojennej siedzibie Gminy Żydowskiej przy ul. Grzybowskiej 26/28.

### Zajścia antyżydowskie w marcu 1940
W ostatniej dekadzie marca 1940, na kilka dni przed oraz w czasie Świąt Wielkanocnych, w Warszawie doszło do zajść antyżydowskich na dużą skalę, opisywanych często jako pogrom. Grupy chuliganów wybijały szyby wystawowe, rabowały żydowskie sklepy i mieszkania oraz biły na ulicach przechodniów z opaskami z gwiazdą Dawida. Mieszkańcy Warszawy na ogół pozostawali bierni wobec czynnych napadów na Żydów. Wydarzenia, prawdopodobnie inspirowane przez Niemców, były przez nich filmowane jako dowód antysemickich postaw polskiego społeczeństwa. Pomogły także uzasadnić utworzenie getta koniecznością ochrony Żydów przed atakami ze strony Polaków.
Zajścia antyżydowskie zostały potępione przez polską prasę podziemną. Dochodziło do nich jednak nadal, chociaż już na znacznie mniejszą skalę, w kolejnych miesiącach.

### Przygotowania do utworzenia getta
W styczniu 1940 w urzędzie gubernatora dystryktu warszawskiego powstał Wydział Przesiedleń (Umsiedlung), którego kierownikiem został SA-Standartenführer Waldemar Schön. Ten wydział koordynował działania związane z utworzeniem getta.
Proces izolowania północno-zachodniej części śródmieścia, tzw. dzielnicy północnej, która od XIX wieku była w większości zamieszkana przez ludność żydowską, ze względu na groźbę rzekomej epidemii, rozpoczął się na początku 1940 roku. W marcu 1940 roku na ulicach granicznych dzielnicy umieszczono białe tablice z napisami w językach polskim i niemieckim (Seuchensperrgebiet. Nur Durchfahrt gestattet/Obszar zagrożony tyfusem. Dozwolony tylko przejazd) ostrzegające przed przebywaniem na terenie zamieszkałym przez ludność żydowską z powodu zagrożenia tyfusem.
W marcu 1940 roku administracja niemiecka rozważała projekt skupienia wszystkich Żydów w Generalnym Gubernatorstwie w dystrykcie lubelskim, jednak już w następnym miesiącu został on zarzucony. W tej sytuacji rozpoczęto prace nad lokalizacją żydowskiej dzielnicy mieszkaniowej w Warszawie. Rozważano utworzenie dwóch oddzielnych gett peryferyjnych – na Kole i Grochowie. Nie zostały one jednak zrealizowane z uwagi na konieczność przesiedlenia ok. 600 tys. osób. W kolejnych tygodniach prace nad planami utworzenia getta w Warszawie zostały wstrzymane ze względu na plany przesiedlenia po zakończeniu wojny wszystkich europejskich Żydów na Madagaskar. Jednak ze względu na sytuację wojenną III Rzeszy, w sierpniu prace nad utworzeniem getta ponownie wznowiono.
Wiosną 1940 podjęto decyzję o budowie wokół zamieszkałego w większości przez Żydów „terenu epidemicznego” murów, mających pełnić funkcję ochronną dla mieszkańców pozostałej części miasta. 27 marca 1940, w czasie trwających w mieście zajść antyżydowskich, Rada Żydowska otrzymała od Niemców mapę określającą granice „obszaru zamkniętego z powodu zarazy“ wraz z rozkazem rozpoczęcia budowy murów w zaznaczonych na niej miejscach. Przedstawicielom Rady Niemcy oświadczyli, że „mury są po to, aby Żydów bronić przed ekscesami“.
Realizowane przez Radę prace budowlane przy wznoszeniu murów rozpoczęły się 1 kwietnia 1940 i zakończyły w pierwszej dekadzie czerwca tego roku. Równocześnie zakończono rozmieszczanie na obrzeżach Seuchensperrgebiet dwujęzycznych tablic ostrzegawczych. Koszty wzniesienia murów poniósł Juderat. Przewodniczący Judenratu Adam Czerniaków podjął starania o zaciągnięcie pożyczki w wysokości 160 tys. zł na sfinansowanie ich budowy w Banku Dyskontowym.

## Utworzenie „dzielnicy żydowskiej” w Warszawie
Getto („dzielnica żydowska”) w Warszawie zostało utworzone 2 października 1940 zarządzeniem gubernatora dystryktu warszawskiego Ludwiga Fischera, wydanego na podstawie rozporządzenia o ograniczeniach pobytu w Generalnym Gubernatorstwie z 13 września 1940. Tę informację ogłoszono przez uliczne megafony 12 października.
Zgodnie z zarządzeniem Fischera, w dzielnicy żydowskiej mieli zamieszkać wszyscy Żydzi mieszkający w Warszawie lub przesiedlający się do niej, natomiast zamieszkującym w niej Polakom nakazano przenieść się do pozostałego obszaru miasta, z wyłączeniem tzw. dzielnicy niemieckiej. Przesiedlenie Żydów do dzielnicy żydowskiej oraz wysiedlenie z niej Polaków miało zakończyć się do 31 października 1940, jednak ten termin przedłużono później do 15 listopada. Za wykonanie zarządzania byli odpowiedzialni: przewodniczący Rady Żydowskiej Adam Czerniaków oraz komisaryczny prezydent Zarządu Miejskiego Julian Kulski.
Zarządzenie z 2 października 1940 zawierało listę ulic oddzielających tworzone getto od pozostałego obszaru miasta. 15 października 1940 plan getta opublikował „Nowy Kurier Warszawski“. Po niewielkich korektach dokonanych w kolejnych tygodniach, w dniu zamknięcia getta jego granice przebiegały ulicami: Wielką, Bagno, placem Grzybowskim, Rynkową, Zimną, Elektoralną, placem Bankowym, Tłomackie, Przejazd, Nalewki, granicą Ogrodu Krasińskich, Świętojerską, Freta, Sapieżyńską, Konwiktorską, Stawki, Dziką, Okopową, Towarową, Srebrną i Złotą.
Do dzielnicy zamkniętej nie zostały włączone m.in. gmach Sądu Grodzkiego, więzienie Pawiak, tzw. enklawa ewangelicka z kościołem ewangelicko-reformowanym i Szpitalem Ewangelickim oraz nieruchomości należące do browaru Haberbusch i Schiele przy ul. Ceglanej.
Utworzenie getta spowodowało konieczność zmiany w ciągu kilku tygodni swego miejsca zamieszkania przez ćwierć miliona mieszkańców Warszawy (ok. 138 tys. Żydów oraz 113 tys. Polaków). Był to niespotykany wcześniej ruch ludności w granicach administracyjnych miasta. Z obszaru zamykanej dzielnicy żydowskiej do dzielnicy niemieckiej musiało się również przenieść ok. 700 volksdeutschów. Lokatorów zmieniło 11 567 mieszkań „aryjskich” w tworzonym getcie oraz ok. 13 000 mieszkań żydowskich na terenie Warszawy.
Getto zostało zamknięte 16 listopada 1940. Przebywanie Żydów po „stronie aryjskiej“ zostało zakazane i mogły je opuszczać wyłącznie osoby posiadające przepustki lub wchodzące w skład kolumn roboczych zatrudnianych poza gettem. Tego samego dnia rozpoczęto akcję poszukiwania pozostających po stronie „aryjskiej” Żydów, w wyniku której ujęto i skierowano do getta 11 130 osób. W tym samym czasie przejęto i opróżniono 3770 żydowskich sklepów. Funkcje administracyjne w getcie niemieckie władze okupacyjne powierzyły Judenratowi. Funkcje porządkowe w dzielnicy zamkniętej sprawowała utworzona przez Judenrat na rozkaz Niemców żydowska Służba Porządkowa, nazywana zwyczajowo policją żydowską. Jej komendantem został Józef Andrzej Szeryński. W czasie zamknięcia getta liczyła ok. 1700 funkcjonariuszy.
Kiedy powstawało getto, Emanuel Ringelblum napisał o Polakach, że „nieliczni współczują, większość jest obojętna”.

### Konwertyci w getcie
Według różnych szacunków w momencie zamknięcia getta w listopadzie 1940 przebywało tam od ok. 2 tys. do ok. 5 tys. katolików. W styczniu 1941 w dzielnicy zamkniętej znajdowało się 1540 katolików i 221 osób przynależących do innych kościołów chrześcijańskich. Wiele z tych osób uważało się za Polaków (chrześcijan), ale ze względu na nazistowskie kryteria rasowe zostali sklasyfikowani przez władze niemieckie jako Żydzi. W granicach getta znalazły się trzy kościoły: kościół Wszystkich Świętych, kościół św. Augustyna i kościół Narodzenia NMP. W pomoc Żydom zaangażował się proboszcz parafii Wszystkich Świętych w Warszawie, Marceli Godlewski. Pomógł m.in. Ludwikowi Hirszfeldowi, Louisowi-Christophe Zaleskiemu-Zamenhofowi i Wandzie Zamenhof-Zaleskiej.

## Funkcjonowanie getta do lipca 1942

### Nadzór władz niemieckich
Od stycznia 1940 nadzór nad sprawami żydowskimi i tworzonym gettem sprawował Wydział Przesiedleń (Umsiedlung) w Urzędzie Szefa Dystryktu kierowany przez Waldemara Schöna. W połowie marca 1941 Wydział Przesiedleń został rozwiązany, a na jego miejsce powołano Urząd Komisarza Żydowskiej Dzielnicy Mieszkaniowej w Warszawie. W maju 1941 na stanowisko komisarza został powołany Heinz Auerswald. Nadzór nad sprawami gospodarczymi, w tym wymianą towarową z dzielnicą zamkniętą, sprawował Urząd Rozrachunkowy (Transferstelle), kierowany przez Maxa Bischofa.
W praktyce getto kontrolowały także warszawskie SS i policja, tworząc w dzielnicy zamkniętej swoją nieoficjalną agenturę – kierowany przez Abrahama Gancwajcha Urząd do Walki z Lichwą i Spekulacją, nazywany przez mieszkańców getta, od adresu urzędu (ul. Leszno 13), „Trzynastką”.
Do kwietnia 1942 warszawskie Gestapo nie przeprowadzało w getcie poważniejszych akcji terroru wymierzonych w jego mieszkańców. W nocy z 17 na 18 kwietnia 1942, na podstawie imiennych list, Niemcy zamordowali w dzielnicy zamkniętej 52 osoby, zarówno działaczy podziemia, jak i osoby powiązane z Gestapo.
Przez cały okres istnienia dzielnicy zamkniętej ważnym powodem obecności niemieckich sił policyjnych na niektórych ulicach getta pozostawało jednak – będące enklawą na jego terenie – więzienie Pawiak, gdzie przywożono osoby aresztowane na terenie Warszawy i dystryktu, skąd regularnie przewożono więźniów na przesłuchania do siedziby Gestapo i SD w alei Jana Chrystiana Szucha 25 oraz formowano transporty do obozów koncentracyjnych.

### Granice dzielnicy zamkniętej
Getto powstało na odgrodzonym murem od reszty miasta obszarze o powierzchni ok. 3 km². Jego łączna długość wynosiła ok. 18 km. Na początku 1941 powierzchnia getta wynosiła ok. 307 ha. Mur getta miał wysokość ok. 3 metrów i był podwyższony o kolejny metr drutem kolczastym.
Getto zostało utworzone na jednym z najgęściej zabudowanych obszarów przedwojennej Warszawy. Było niemal całkowicie pozbawione zieleni – parków i ogrodów. Jedynym większym terenem zielonym był stadion RKS „Skra” (wyłączony z getta w grudniu 1941).
Po 1940 granice getta podlegały wielokrotnym korektom, przy czym powierzchnia terenów wyłączonych była większa, niż terenów włączonych do getta. W listopadzie 1940 na jego granicach funkcjonowały 22 bramy. W kwietniu 1941 ich liczba wynosiła już tylko 14, co było wynikiem realizowanej przez Niemców polityki izolowania dzielnicy żydowskiej. Bramy były pilnowane wspólnie przez policję niemiecką, policję granatową oraz policję żydowską.
Ulica Chłodna dzieliła getto na tzw. małe getto (mniejszy teren na południe) i duże getto (większy teren na północ od tej ulicy). Warunki mieszkaniowe w małym getcie były znacznie lepsze, mieszkali tam zamożniejsi Żydzi. Ruch kołowy pomiędzy obiema częściami getta odbywał się ulicą Żelazną. Komunikację na skrzyżowaniu z Chłodną regulowano za pomocą naprzemiennie otwieranej bramy. Skrzyżowanie było pilnowane przez policję żydowską oraz policję niemiecką i SS-manów, stacjonujących w Nordwache, mieszczącej się w narożnej kamienicy Ignacego Partowicza.
Aby ograniczyć skalę przemytu (szmuglu) żywności do getta władze niemieckie zaczęły przesuwać jego granice na środek ulic. W grudniu 1941 z getta został wyłączony odcinek ulicy Chłodnej pomiędzy ulicami Wronią i Żelazną. Jedynym połączeniem pomiędzy obiema częściami dzielnicy zamkniętej pozostawał wąski przesmyk skrzyżowania Żelaznej z Chłodną. W styczniu 1942 pomiędzy kamienicami pod adresami Chłodna 23 i 26 wzniesiono drewniany most. Wysoka na dwa piętra konstrukcja, do której z każdej strony prowadziły pięćdziesięciostopniowe schody, była największą z czterech pieszych przepraw mostowych, jakie powstały na terenie getta. Most, zaprojektowany przez niemiecką spółkę Schmied i Muentzermann, został sfinansowany przez Radę Żydowską.
Jedynym miejscem będącym połączeniem dzielnicy zamkniętej i strony „aryjskiej” był gmach Sądu Grodzkiego. Żydzi mieli dostęp do budynku od strony ul. Leszno, a Polacy od ul. Ogrodowej, do której dochodziło się ul. Białą.

### Demografia
W styczniu 1941 roku w getcie znajdowało się ok. 396 tys. Żydów. Od stycznia do marca do getta przesiedlono ok. 50 tys. Żydów z zachodniej części dystryktu warszawskiego (m.in. powiaty Sochaczew, Błonie, Żyrardów, Grodzisk Mazowiecki, Grójec i Łowicz). Wiosną 1942 do getta trafiło ok. 3 tys. Żydów ze wschodniej części dystryktu m.in. Marek, Wawra, Radzymina i Tłuszcza. W kwietniu 1942 do Warszawy przywieziono ok. 4 tys. Żydów niemieckich (m.in. z Berlina, Frankfurtu i Hanoweru).
Pomimo dużej liczby zgonów z głodu i chorób przesiedlenia do getta warszawskiego z innych miejscowości sprawiły, że liczba jego mieszkańców rosła. Maksymalną liczbę ludności – ok. 450 tys. – dzielnica zamknięta osiągnęła w kwietniu 1941. W kolejnych miesiącach obserwowany był powolny spadek ludności getta spowodowany bardzo wysoką śmiertelnością (od maja 3–5 tys. zgonów miesięcznie) oraz ucieczkami na stronę „aryjską”. W 1941 zmarło ponad 43 tys. osób. Warunki życia w getcie spowodowały bardzo znaczący spadek liczby małżeństw i urodzin. W maju 1941 zarejestrowano 82 śluby, w czerwcu – 56, a w sierpniu – 41. Średnia liczba urodzin w 1941 wyniosła ok. 220 na miesiąc.
W styczniu 1942 w warszawskim getcie przebywało ok. 35 tys. dzieci w wieku do 7 lat oraz ok. 50 tys. dzieci w wieku 7–14 lat.

### Transport
Po utworzeniu getta od 26 listopada 1940 w dzielnicy zamkniętej zaczęły kursować trzy linie tramwajowe (nr 15, 28 i 29). Były one oznaczone numerami na żółtych tarczach. W lutym 1941 zlikwidowano je i uruchomiono jedną linię oznaczoną niebieską Gwiazdą Dawida.
Przez getto przebiegały trzy ważne przelotowe trasy tramwajowe: dwie wschód-zachód (ulicami Leszno i Chłodną) oraz jedna północ-południe (łącząca śródmieście i Żoliborz). Przez dzielnicę zamkniętą, z maksymalną prędkością i nie zatrzymując się na przystankach, zaczęły przejeżdżać „aryjskie” tramwaje kilku linii. W związku  postępującą izolacją getta linie te stopniowo eliminowano; w 1942 jedyną czynną trasą była linia biegnąca ulicą Chłodną.

### Warunki życia
W getcie panowały bardzo ciężkie warunki życia. Gęstość zaludnienia sięgała 146 tys. osób na 1 km². Opinie historyków różnią się w szacunkach dotyczących liczby osób przypadających na jedną izbę w mieszkaniach getta. Według Paulssona było to ok. 3 osób, według Ruty Sakowskiej, która powołuje się na raporty Waldemara Schöna, w styczniu 1941 było to 6–7 osób na izbę, a w kwietniu tego samego roku już 7–8 osób.
W styczniu 1940 roku w Warszawie wprowadzono system kartkowy: dla ludności polskiej karty w kolorze różowym, a dla żydowskiej − żółtym. Od marca tego roku normy dla ludności żydowskiej ulegały stopniowemu zmniejszeniu. Średni przydział kartkowej żywności dla dorosłego mieszkańca getta w latach 1940–1942 wynosił 200–500 kalorii dziennie, a w niektórych okresach był niższy niż 200 kalorii. Wyższe racje otrzymywali pracownicy Judenratu i policjanci żydowscy. Katastrofalną sytuację żywnościową ratował w dużym stopniu nielegalny szmugiel. Żywność przerzucano przez mury, transportowano przez przejścia w stykających się z murami getta kamienicach, wykorzystywano także przejeżdżające przez dzielnicę tramwaje. Znaczny udział w szmuglu miały dzieci żydowskie przechodzące nielegalnie na „stronę aryjską”. Pod koniec 1941 przeciętna dzienna wartość kaloryczna spożywanych w getcie produktów wynosiła 1125 kalorii na osobę.
Do 30 października 1940 roku w tworzonym getcie działała Żydowska Samopomoc Społeczna – Komisja Koordynacyjna, następnie jej zadania przejęła Żydowska Samopomoc Społeczna, której podlegał Żydowski Komitet Opiekuńczy Miejski w Warszawie, w skład którego wchodziło m.in. Żydowskie Towarzystwo Opieki Społecznej. Działalność samopomocowa była skoncentrowana na pomocy napływającym do getta przesiedleńcom, pomocy dzieciom oraz walce z powszechnym głodem. Na potrzeby przesiedleńców adaptowano różne budynki i pomieszczenia, przekształcając je w tzw. punkty. Mieszkańcy punktów masowo wymierali. W getcie działało ok. 30 sierocińców i internatów dla dzieci (m.in. Dom Sierot kierowany przez Janusza Korczaka i Stefanię Wilczyńską). Powstała bardzo gęsta sieć tzw. komitetów domowych, koordynowanych przez Sekcję Pracy Społecznej, którą kierował Emanuel Ringelblum. Komitety domowe w ramach pomocy sąsiedzkiej organizowały dożywianie dla mieszkańców kamienic, w których działały. W dzielnicy zamkniętej funkcjonowały także kuchnie społeczne.
Od jesieni 1940 do lipca 1942 w getcie zmarło ok. 92 tys. Żydów. Głównymi przyczynami były głód, zimno i choroby. W getcie odnotowano cztery udokumentowane przypadki kanibalizmu: przy ul. Śliskiej 53, ul. Krochmalnej 18 m. 20, ul. Krochmalnej 13 m. 20 i przy ul. Solnej 30. Nagie ciała zmarłych układano na chodnikach przed domami, skąd były zabierane na wózki, odwożone na cmentarz i tam grzebane w masowych grobach.
15 października 1941 gubernator Hans Frank wydał rozporządzenie zabraniające Żydom opuszczania wyznaczonych dla nich dzielnic pod groźbą kary śmierci. Takiej samej karze miały podlegać osoby udzielające Żydom schronienia, przy czym czyn usiłowany miał być karany jak czyn dokonany. W listopadzie zarządzenia o podobnej treści wydali gubernator Ludwig Fischer i komisarz Heinz Auerswald. Pierwsze egzekucje Żydów za „nieuprawnione opuszczenie dzielnicy żydowskiej” wykonano 17 listopada (8 osób) oraz 15 grudnia (16 osób). Żydzi zostali rozstrzelani przez funkcjonariuszy polskiej policji granatowej.

### Kultura
Podczas gdy w aryjskiej części miasta działało kilkanaście kin, w których wyświetlano filmy dla Polaków, władze niemieckie nie wydały zgody na otwarcie kin w getcie. W dzielnicy zamkniętej w latach 1940−1942 działało natomiast pięć stałych teatrów, m.in. „Eldorado” i „Femina”. Trzy grały w jidisz, a dwa po polsku.
W getcie powstała także żydowska orkiestra symfoniczna pod dyrekcją Mariana Neuteicha.

### Media
W dzielnicy zamkniętej czytano przeznaczoną dla mieszkańców gett w Generalnym Gubernatorstwie „Gazetę Żydowską”, która była wydawana w Krakowie. W połowie 1941 roku Niemcy zakazali dostarczania do getta „prasy aryjskiej”, w tym także „Nowego Kuriera Warszawskiego”. Gazety te były jednak na dużą skalę przemycane do dzielnicy zamknietej. Ukazywało się tam również około 60 tytułów gazet podziemnych. 
Na terenie dzielnicy zamkniętej zainstalowano kilka megafonów ulicznych (tzw. szczekaczek). Znajdowały się one m.in. na rogach ulic: Miłej i Zamenhofa, Gęsiej i Zamenhofa oraz Nowolipek i Nalewek. Cieszyły się dużą popularnością, albowiem były darmowe i podawały bieżące wiadomości.

### Badania nad głodem
W lutym 1942 grupa lekarzy żydowskich rozpoczęła badania nad chorobą głodową w getcie. Przedmiotem obserwacji byli umierający z głodu mieszkańcy schronisk (tzw. punktów) dla uchodźców, którzy byli przenoszeni do obydwu szpitali działających w getcie (Szpitala na Czystem oraz Szpitala Bersohnów i Baumanów). Badania przerwała wielka akcja wysiedleńcza do obozu zagłady w Treblince w lipcu 1942, a śmierć kilku członków zespołu badawczego uniemożliwiła dokończenie badań dotyczących m.in. wpływu głodu na szpik kostny, skórę i krzepliwość krwi. Pozostały zgromadzony i opracowany materiał badawczy na krótko przed wybuchem powstania w getcie udało się przesłać na stronę „aryjską” Witoldowi Orłowskiemu. Został on opublikowany w postaci sześciu artykułów w wydanej w 1946 książce Choroba głodowa. Badania kliniczne nad głodem wykonane w getcie warszawskim z roku 1942 pod redakcją Emila Apfelbauma.

## Wielka akcja deportacyjna (lipiec-wrzesień 1942)
22 lipca 1942 roku w getcie rozpoczęła się akcja deportacyjna. W dzielnicy zamkniętej znajdowało się w tym czasie ok. 370 tys. Żydów.
Miejscem koncentracji Żydów był Umschlagplatz, znajdujący się przy ulicy Stawki u zbiegu z Dziką.
Do 21 września 1942 do obozu zagłady w Treblince wywieziono ok. 300 tys. (ok. 75%) mieszkańców getta.
Po zakończeniu akcji w getcie znajdowało się (legalnie i nielegalnie) ok. 60 tys. Żydów, przeważnie ludzi młodych, zatrudnionych przymusowo w niemieckich zakładach produkcyjnych utworzonych na terenie getta (tzw. szopach).

### Reakcje Polaków
Wielka akcja spowodowała gwałtowny wzrost liczby ucieczek Żydów z getta, którzy próbowali ukryć się po stronie „aryjskiej“. Na wychodzących przy wszystkich bramach i przejściach czekali szmalcownicy.
Przeciwko wywózkom Żydów z warszawskiego getta zaprotestowała polska organizacja katolicka Front Odrodzenia Polski, będąca kontynuacją przedwojennej Akcji Katolickiej, której przewodniczącą była polska pisarka Zofia Kossak-Szczucka. 11 sierpnia 1942 roku opublikowała ona konspiracyjnie protest zwany Protestem Zofii Kossak-Szczuckiej, w którym wyraziła niezgodę polskich środowisk katolickich na łamanie praw człowieka.

## Getto szczątkowe
Po wysiedleniu, we wrześniu 1942 roku rozpoczął się okres tzw. getta szczątkowego. Teren getta na południe od ulicy Leszno, z wyjątkiem szopu Waltera C. Toebbensa przy ulicy Prostej, został włączony do „aryjskiej” części Warszawy. Na północ od ul. Leszno przeplatały się ze sobą tzw. tereny dzikie (gdzie nikt nie mógł mieszkać i poruszać się) oraz porozrzucane tereny getta szczątkowego – oddzielone od siebie kwartały budynków, w których mogli zamieszkać pozostali jeszcze w Warszawie Żydzi (było ich około 50-65 tysięcy), pracujący w szopach (szop Hallmanna, szop Hoffmana, szop Oschmann-Leszczyński, szop Roehricha, szop szczotkarzy, szop Fritza Schultza, szop Karla Georga Schultza, szop Schillinga, szop Toebbensa, garbarnia Weiglego).

### Akcja styczniowa (1943)
Do drugiej akcji wysiedleńczej doszło w dniach 18–21 stycznia 1943 na rozkaz Heinricha Himmlera. 9 stycznia 1943 dokonał on osobistej inspekcji terenów getta i nakazał wywiezienie z Warszawy 8 tys. Żydów.
Akcja styczniowa wywołała pierwszy zbrojny opór w getcie. Grupa bojowców pod dowództwem Mordechaja Anielewicza wmieszała się w kolumnę Żydów prowadzonych na Umschlagplatz i na rogu ulic Zamenhofa i Niskiej zaatakowała niemieckich konwojentów. Większość żydowskich bojowców zginęła, jednak kilkudziesięciu Żydom udało się zbiec.
Akcja została przez Niemców przerwana. Do Treblinki wywieziono ok. 5 tys. osób.

## Powstanie w getcie
O 6.00 rano 19 kwietnia 1943 oddziały niemieckie dowodzone przez szefa warszawskiej SS i policji płk. Ferdinanda von Sammern-Frankenegga wkroczyły na teren getta z dwóch kierunków: Nalewkami i od skrzyżowania ul. Gęsiej z Zamenhofa. Celem akcji było dokonanie ostatecznej likwidacji getta. Wybuchło powstanie. Żydzi stawili niespodziewanie silny opór, zmuszając niemieckie oddziały do wycofania się. Tego samego dnia dowództwo sił niemieckich objął gen. SS Jürgen Stroop.
8 maja 1943 w otoczonym przez Niemców i Ukraińców bunkrze przy ul. Miłej zginęli dowódca powstania Mordechaj Anielewicz oraz ok. 120 powstańców. Sporadyczne walki trwały jednak jeszcze do połowy maja 1943. Dla efektu propagandowego postanowiono zakończyć tłumienie powstania wysadzeniem w powietrze Wielkiej Synagogi przy ulicy Tłomackie. Dokonał tego osobiście Jürgen Stroop 16 maja o godzinie 20:15.

## Zniszczenie getta
Po upadku powstania nastąpiło niemal całkowite zniszczenie znajdującej się w getcie zabudowy. Ocalały nieliczne budynki, m.in. gmach Koszar Wołyńskich, kościół św. Augustyna i Pawiak (zniszczony przez Niemców w 1944).
Na terenie „pustyni kamienno-ceglanej”, w którą Niemcy zmienili dzielnicę, przeprowadzane były masowe egzekucje mieszkańców Warszawy (polskich więźniów politycznych oraz Żydów schwytanych po „aryjskiej stronie”). Od lata 1943 przy ulicy Gęsiej zaczął funkcjonować niemiecki obóz koncentracyjny – tzw. Konzentrationslager Warschau.
W wyniku likwidacji warszawskiego getta uległo zniszczeniu ok. 12% zabudowy miasta
Mieszkańcy getta, wywiezieni do obozów pracy w dystrykcie lubelskim, stanowili dużą część ofiar akcji „Erntefest” w dniach 3–4 listopada 1943.

## Archiwum getta warszawskiego
W 1940 w dzielnicy zamkniętej rozpoczęła działalność podziemna organizacja społeczna, Oneg Szabat, założona przez historyka Emanuela Ringelbluma, którego celem stało się badanie i dokumentowanie rozmaitych aspektów życia społecznego polskich Żydów pod okupacją niemiecką.
Materiały zgromadzone przez Oneg Szabat zostały ukryte w 1942 i 1943. Dwie z trzech części archiwum zostały wydobyte w 1946 i 1950. Trzeciej, zakopanej w kwietniu 1943 przy ul. Świętojerskiej 34, nie odnaleziono. Materiały zgromadzone przez zespół Oneg Szabat stanowią bardzo ważne świadectwo zbrodni niemieckich podczas Holokaustu.

## Mieszkańcy getta
- Maria Ajzensztadt – piosenkarka
- Julian Ajzner – lekarz chirurg
- Mordechaj Anielewicz – dowódca powstania w getcie warszawskim
- Emil Apfelbaum – lekarz internista i kardiolog
- Zdzisław Askanas – lekarz, profesor nauk medycznych, wykładowca Uniwersytetu Warszawskiego i Akademii Medycznej w Warszawie
- Rachela Auerbach – pisarka, historyk, tłumaczka
- Majer Bałaban – historyk
- Debora Baran – uczestniczka powstania w getcie warszawskim
- Janina Bauman – pisarka
- Leo Belmont (Leopold Blumental) – pisarz, esperantysta
- Zygmunt Białostocki – kompozytor
- Menachem Bigelman – uczestnik powstania w getcie warszawskim
- Halina Birenbaum – pisarka, poetka
- Adina Blady-Szwajger – lekarz pediatra
- Abrasza Blum – działacz socjalistyczny
- Diana Blumenfeld – aktorka
- Luba Blum-Bielicka – pielęgniarka, odznaczona Medalem Florence Nightingale przez Międzynarodowy Czerwony Krzyż
- Anna Braude-Hellerowa – lekarz pediatra, lekarz naczelna Szpitala Dziecięcego im. Bersohnów i Baumanów, dama Orderu Virtuti Militari
- Mieczysław Braun – poeta i adwokat
- Ludwik Eliasz Bregman – lekarz neurolog
- Szmuel Bresław – publicysta i redaktor
- Aron Cajtlin – poeta, tłumacz, dramatopisarz i krytyk literacki
- Hilel Cajtlin – myśliciel i pisarz konserwatywno-religijny
- Elchanan Cajtlin – dziennikarz i poeta
- Icchak Cukierman – dowódca oddziału żydowskiego w powstaniu warszawskim
- Adam Czerniaków – polityk, działacz gospodarczy, oświatowy i społeczny, prezes Judenratu
- Felicja Czerniaków – pedagog i doktor filozofii
- Janina David – angielska pisarka
- Abraham Cwi Dawidowicz – kompozytor
- Marek Edelman – jeden z przywódców powstania w getcie warszawskim z ramienia ŻOB
- Ignacy Falk – polityk Bundu
- Jehuda Feldwurm – pisarz, publicysta, działacz PPR
- Elżbieta Ficowska – działaczka, pedagog, autorka książek dla dzieci
- Salo Fiszgrund – polityk Bundu
- Edward Fondamiński – inżynier i polityk, uczestnik powstania w getcie warszawskim
- Paweł Frenkel – jeden z dowódców powstania w getcie warszawskim z ramienia ŻZW
- Masza Glajtman-Putermilch – uczestniczka powstania w getcie warszawskim
- Eliezer Geller – uczestnik powstania w getcie warszawskim
- Bronisław Geremek – historyk, mediewista, polityk, minister spraw zagranicznych RP w latach 1997−2000
- Maksymilian Goldberg – architekt
- Stefan Grajek – uczestnik powstania w getcie warszawskim
- Wiera Gran – piosenkarka
- Stefania Grodzieńska – pisarka
- Józef Grynblatt – uczestnik powstania w getcie warszawskim
- Israel Gutman – izraelski historyk, dyrektor Jad Waszem
- Abe Gutnajer – marszand i antykwariusz
- Ludwik Hirszfeld – lekarz, bakteriolog i immunolog
- Jerzy Jurandot – znany autor piosenek i tekstów kabaretowych, późniejszy dyrektor Teatru „Syrena”
- Icchak Kacenelson – poeta, dramaturg, tłumacz i pedagog
- Jakub Kagan – kompozytor
- Szymon Kataszek – kompozytor i muzyk
- Menachem Kipnis – popularyzator i znawca muzyki żydowskiej, dziennikarz, fotografik
- Michał Klepfisz – działacz sportowej organizacji żydowskiej Morgenstern, inżynier, uczestnik powstania w getcie warszawskim
- Janusz Korczak – pisarz i pedagog
- Roman Kramsztyk – malarz i grafik
- Jan Dawid Landau – uczestnik powstania w getcie warszawskim
- Szmul Lehman – badacz folkloru żydowskiego
- Józef Lewartowski – działacz komunistyczny
- Pola Lifszyc – działaczka Socjalistiszer Kinder-Farband
- Cywia Lubetkin – uczestniczka powstania w getcie warszawskim
- Henryk Makower – lekarz, mikrobiolog
- Marian Małowist – historyk
- Paweł Lew Marek – działacz anarchistyczny
- Antoni Marianowicz – pisarz, satyryk
- Stefan Marody – dziennikarz
- Helena Merenholc – psycholog dziecięcy, pedagog, reżyser radiowy
- Marian Neuteich – muzyk i kompozytor
- Alfred Nossig – rzeźbiarz, pisarz, publicysta, działacz polityczny
- Maurycy Orzech – polityk, jeden z liderów Bundu
- Boruch Pelc – organizator ruchu oporu w getcie
- Julian Poznański – inż., organizator edukacji w getcie
- Szymon Pullman – dyrygent
- Marcel Reich-Ranicki – niemiecki krytyk literacki
- Emanuel Ringelblum – historyk
- Aleksander Ritterman – hotelarz
- Leon Rodal – dziennikarz, działacz rewizjonistyczny
- Zofia Rosenblum-Szymańska – lekarz pediatra, neuropsychiatra i psycholog dziecięcy
- Gela Seksztajn – malarka
- Gerszon Sirota – chazan, nadkantor Wielkiej Synagogi w Warszawie, tenor dramatyczny.
- Jakub Smakowski – uczestnik powstania w getcie warszawskim
- Herman Solnik – syjonista
- Kalman Szapiro – cadyk, rabin Piaseczna i ostatni rabin w getcie warszawskim
- Józef Andrzej Szeryński – funkcjonariusz policji, w getcie nadkomisarz Żydowskiej Służby Porządkowej
- Władysław Szlengel – poeta
- Władysław Szpilman – kompozytor i pianista
- Szymon Tenenbaum – entomolog
- Adolf Truskier – były senator II RP
- Jonas Turkow – aktor i dokumentalista
- Ryszard Walewski – komunista, lekarz, uczestnik powstania w getcie warszawskim
- Władysław Wajntraub – malarz, grafik, scenograf teatralny, krytyk sztuki
- Miriam Wattenberg – autorka pamiętników
- Dawid Wdowiński – neurolog i psychoanalityk
- Arie Wilner – poeta, przedstawiciel ŻOB przy AK
- Andrzej Włast – poeta
- Wanda Zamenhof-Zaleska – lekarz okulista
- Zofia Zamenhof – lekarz pediatra i internista
- Juliusz Zweibaum – histolog, prof. Uniwersytetu Warszawskiego i Akademii Medycznej, członek PAN
- Michał Znicz – aktor
- Natalia Zylberlast-Zand – lekarz neurolog
- Krystyna Żywulska – pisarka, felietonistka, autorka tekstów piosenek i graficzka

## Ważniejsze upamiętnienia warszawskiego getta
- Bunkier Anielewicza
- Fragmenty murów getta
- Pomnik Ewakuacji Bojowników Getta Warszawskiego
- Pomniki granic getta
- Pomnik Bohaterów Getta
- Pomnik Umschlagplatz
- Pomnik Wspólnego Męczeństwa Żydów i Polaków
- Trakt Pamięci Męczeństwa i Walki Żydów
- Kładka Pamięci
- Pomnik ofiar getta warszawskiego (w miejscu masowych grobów na cmentarzu żydowskim na Woli)
- Walki żołnierzy żydowskich i żołnierzy polskich różnych ugrupowań zostały upamiętnione na Grobie Nieznanego Żołnierza w Warszawie napisem na jednej z tablic po 1945 „GETTO 20 IV–10 V 1943” i po 1990 „GETTO WARSZAWSKIE 19 IV–8 V 1943”
- Fragment stałej ekspozycji poświęconej okupowanej Warszawie w Muzeum Powstania Warszawskiego
- Pomnik Ofiar Obozu Zagłady w Treblince (kamienie z napisami Warszawa oraz Męczennikom getta warszawskiego)[146]
- Uchwałą Senatu RP X kadencji z 29 listopada 2022, rok 2023 ustanowiono „Rokiem Pamięci Bohaterek i Bohaterów Getta Warszawskiego”[147].

## Inne informacje
W 2021 relikty dawnego getta (tzw. getto centralne oraz enklawa dawnego małego getta przy ul. Prostej) zostały ujęte w gminnej ewidencji zabytków.